# Unternehmen Zitadelle
1941: Białystok-Minsk – Dubno-Luzk-Riwne – Smolensk – Uman – Kiew – Odessa – Leningrader Blockade – Wjasma-Brjansk – Charkow – Rostow – Moskau – Tula

1942: Rschew – Charkow – Ljuban/Wolchow – Kertsch/Sewastopol – Fall Blau – Kaukasus – Stalingrad – Operation Mars

1943: Woronesch-Charkow – Operation Iskra – Nordkaukasus – Charkow – Kursk – Orjol – Donez-Mius – Donbass – Belgorod-Charkow – Smolensk – Dnepr – Kiew

1944: Dnepr-Karpaten – Leningrad-Nowgorod – Krim – Wyborg–Petrosawodsk – Operation Bagration – Lwiw-Sandomierz – Jassy–Kischinew – Belgrad – Petsamo-Kirkenes – Baltikum – Karpaten – Ungarn

1945: Kurland  – Weichsel-Oder – Ostpreußen – Westkarpaten – Niederschlesien – Ostpommern – Plattensee – Oberschlesien – Wien – Oder – Berlin – Prag
Unternehmen Zitadelle oder auch Operation Zitadelle war der deutsche Deckname für eine Großoffensive während des Zweiten Weltkrieges. Mit einem Zangenangriff auf den sowjetischen Frontbogen um die Stadt Kursk sollten mehrere Verbände der Roten Armee eingekesselt und zerschlagen werden.
Das Unternehmen fand vom 5. bis zum 16. Juli 1943 statt. Es gilt als letzte großräumige Angriffsoperation der Wehrmacht im Krieg gegen die Sowjetunion sowie als Teil der Schlacht bei Kursk bzw. Panzerschlacht um Kursk oder Schlacht im Kursker Bogen (russisch Битва на Курской дуге bzw. Курская битва ‚Schlacht von Kursk‘). Auf sowjetischer Seite wurden unter diesen Bezeichnungen auch die nachfolgenden Operationen zusammengefasst, die langfristiger und in größerem Maßstab angelegt waren als die deutschen Offensivbemühungen (Orjoler und Belgorod-Charkower Operation). Sie war die größte Landschlacht sowie eine der größten Luftschlachten der Geschichte. Zum „Unternehmen Zitadelle“ zählt auch eine Panzerschlacht bei der Ortschaft Prochorowka, die propagandistisch als „weltweit größte“ verklärt wurde.

## Lage und Planung

### Militärische Lage im Frühjahr 1943

Frontverlauf April–Juli 1943. Deutlich zu sehen ist der sowjetische Frontvorsprung bei Kursk, der nach dem Ende der Schlacht um Stalingrad und der deutschen Rückeroberung von Charkow entstanden war.

Der Jahreswechsel und das Frühjahr 1943 an der deutschen Ostfront waren geprägt von der schweren Niederlage von Stalingrad und dem darauffolgenden Sieg von Charkow. Trotzdem befand sich die Wehrmacht bereits in der Defensive. Ihren fast 160 teilweise sehr geschwächten Divisionen standen auf der nach dem Stillstand der Winterkämpfe 2500 Kilometer langen Front fast 400 Verbände der Roten Armee gegenüber. Es drohte ein Verlust der Initiative und somit die Gefahr, in eine Abnutzungsschlacht mit der personell und materiell überlegenen Roten Armee zu geraten.
Die Sowjetunion hatte nach den anfänglichen Rückschlägen in den vorangegangenen beiden Kriegsjahren alle verfügbaren Kräfte mobilisiert. Das ganze zentralistisch geführte Land arbeitete für die Front. Nahezu die gesamte Industrie war auf Kriegswirtschaft umgestellt worden. Auch die in den ersten Kriegsmonaten erfolgreich ins Hinterland evakuierten Rüstungsbetriebe produzierten eine ständig steigende Zahl von Panzern, Flugzeugen und Geschützen. Hinzu kamen bedeutende Waffen- und Ausrüstungslieferungen durch die Vereinigten Staaten und Großbritannien im Rahmen des Leih- und Pachtgesetzes.
Im Gegensatz zu Deutschland verfügte die Sowjetunion über große Rohstoffvorkommen und schier unerschöpfliche Ölquellen. Während auf deutscher Seite der Nachschub – wie einst unter Napoleon – teilweise noch mit Pferdefuhrwerken zur Front transportiert werden musste, stieg der Motorisierungsgrad der Roten Armee im Verlauf des Krieges in erheblichem Umfang. Zudem standen trotz der vorangegangenen enormen Verluste Millionen potentieller Rekruten im wehrpflichtigen Alter zur Verfügung. Es war somit nur eine Frage der Zeit, wann die der Roten Armee zur Verfügung stehenden und im Vergleich zu Deutschland größeren personellen und technischen Ressourcen das Kriegsglück zugunsten der Sowjetunion wenden würden. Die materielle Überlegenheit war zudem Ausfluss der ständig wachsenden Kriegsindustrie in der Sowjetunion.
Mit der wachsenden materiellen Stärke hatten sich auch die Fähigkeiten der sowjetischen Streitkräfte auf dem Gefechtsfeld verbessert, insbesondere hinsichtlich der Durchführung strategischer Operationen. Es wurden auf sowjetischer Seite schlagkräftige Panzer- und Luftarmeen geschaffen, die der zu diesem Zeitpunkt immer noch gut ausgerüsteten und erfahrenen Wehrmacht erfolgreich gegenübertraten. Zudem hatte auch die Qualität des sowjetischen Führungspersonals stark zugenommen. Zwar waren die blutigen Vorkriegssäuberungen im Offizierskorps der Roten Armee mitverantwortlich für die verheerenden Niederlagen zu Kriegsbeginn, sie hatten aber den Weg für eine jüngere, kommunistisch erzogene Generation freigemacht. Vor allem in den höheren Führungsebenen kamen nun Offiziere und Generäle zum Einsatz, die im Durchschnitt fast zwanzig Jahre jünger waren als ihre deutschen Kontrahenten. Sie hatten ihr Handwerk in der Praxis, d. h. am Vorbild erfolgreicher Wehrmachtsoperationen gelernt. Jetzt setzten sie verstärkt auf eine aktive und dynamische Kriegführung sowie auf eine umfassende Täuschung des Gegners. Zudem gab man nun endlich die 1941/42 vielerorts übliche Praxis des unkoordinierten Frontalangriffs auf, die zu enormen Verlusten auf Seiten der Roten Armee geführt hatte.
Das Oberkommando der Wehrmacht verkannte diese Entwicklung weitgehend. So vor allem Adolf Hitler selbst, der sich in seiner Bewertung der eigenen Fähigkeiten durch den vorangegangenen Erfolg der SS-Divisionen bei der Rückeroberung von Charkow bestärkt sah und den Gegner nach wie vor unterschätzte. Obwohl einige Stimmen für eine abwartende Haltung und die Vorbereitung einer Gegenoffensive gegen einen früher oder später zwangsläufig erfolgenden Großangriff der Roten Armee plädierten, setzten sich letztlich die Befürworter einer eigenen deutschen Sommeroffensive durch. Insbesondere Hitler, der angesichts der politischen und militärischen Entwicklungen dringend einen überzeugenden Sieg brauchte, unterstützte ein derartiges aggressives Vorgehen. So äußerte er mehrmals, er habe angesichts der sich anbahnenden Entwicklung auf anderen Kriegsschauplätzen keine Zeit, auf Stalin zu warten.
Ein naheliegendes Ziel einer begrenzten deutschen Sommeroffensive war der „Kursker Bogen“. Dabei handelte es sich um einen Frontvorsprung der Roten Armee, der durch die Kämpfe zu Beginn des Jahres 1943 entstanden war und tief in die deutschen Linien hineinreichte (siehe auch nebenstehende Grafik zum Frontverlauf).
Das Ziel des Unternehmens Zitadelle bestand folglich darin, die starken sowjetischen Kräfte, welche sich in diesem Frontvorsprung aufhielten, in einer schnellen Zangenbewegung einzukesseln. Dadurch wären der Sowjetunion die Kräfte für die zu erwartende Großoffensive genommen worden. Anschließend wollte man die Initiative an der Ostfront möglichst wieder zurückgewinnen. Zwar stellte das Unternehmen im weiteren militärischen Sinne eine Offensive dar, im eigentlichen Sinne diente sie jedoch der eigenen Verteidigung und sollte die Sowjetunion an ihrem weiteren Vormarsch nach Westen hindern. Der Roten Armee sollten dabei so große Verluste zugefügt werden, dass zumindest für die folgenden Monate mit keinen Großangriffen mehr auf die deutsche Front gerechnet werden müsste. Das deutsche Oberkommando hoffte zudem, durch die beabsichtigte Frontverkürzung mindestens zehn gepanzerte Verbände freisetzen zu können. Diese Truppen sollten dann auf anderen Kriegsschauplätzen, vor allem gegen die drohende Invasion in Italien und Westeuropa, eingesetzt werden. Damit sollte zum ersten Mal im Kriegsverlauf eine echte strategische Reserve geschaffen werden. Bedingt durch die Kriegsereignisse wurde es nun erklärtes Ziel der Wehrmachtführung, den Alliierten so erfolgreich Widerstand zu leisten, dass diese zu einem Frieden bereit sein würden, der Deutschland zumindest einen Teil der eroberten Gebiete beließe.
In der Schlacht stand außerdem das Prestige des deutschen Heeres auf dem Spiel. Hitler schrieb dazu im Operationsbefehl für die Schlacht:

„Die besten Verbände, die besten Waffen, die besten Führer, große Munitionsmengen sind an den Schwerpunkten einzusetzen. Jeder Führer, jeder Mann muß von der entscheidenden Bedeutung dieses Angriffs durchdrungen sein. Der Sieg von Kursk muß für die Welt wie ein Fanal wirken.“

General Heinz Guderian schrieb diesbezüglich in seinen Memoiren, dass für das Unternehmen alles, „was das deutsche Heer an Angriffskraft aufzubringen vermochte“, verwendet worden sei. In seiner Sportpalastrede hatte Goebbels am 18. Februar 1943 erklärt, dass die dem Volk abverlangten Anstrengungen zum Totalen Krieg letztlich dem Zweck dienen, eine „operative Reserve“ in der Heimat bereitzustellen, damit Hitler im Frühjahr und Sommer eine von ihm „heiß ersehnte“ Offensive eröffnen könne. Die im Januar 1943 begonnene personelle Mobilisierung brachte die Wehrmacht im Mai 1943 auf eine Stärke von 9,5 Millionen Mann, den höchsten Stand des ganzen Krieges.
Ziel war auch die Gefangennahme von Soldaten und Zivilisten, um sie als Zwangsarbeiter für Deutschland einzusetzen.

### Deutscher Offensivplan

Der deutsche Angriffsplan

Der Operationsplan basierte auf einer Idee des Oberbefehlshabers der 2. Panzerarmee, Generaloberst Rudolf Schmidt. Die generalstabsmäßige Ausarbeitung erfolgte im Anschluss durch das Oberkommando des Heeres unter Leitung des Generalstabschefs Kurt Zeitzler. Der Plan erhielt den Decknamen „Unternehmen Zitadelle“ und wurde in den Befehlen des OKH Nr. 5 vom 13. März 1943 und Nr. 6 vom 15. April 1943 festgeschrieben.
Der „Kursker Bogen“ in der Frontlinie hatte eine ungefähre Seitenlänge von 200 Kilometern und eine Tiefe von bis zu 150 Kilometern. Die Planung sah vor, am Fuß des Bogens beidseitig zu einer Offensive überzugehen, die alle im Frontvorsprung versammelten sowjetischen Truppen von ihrer Hauptfront im Osten abschneiden würde. Das operative Ziel bildete die Stadt Kursk, in der sich die beiden Angriffsspitzen am 5./6. Tag der Offensive treffen sollten. Nach erfolgtem Durchbruch sollten in der zweiten Phase die eingekesselten sowjetischen Truppen und ihre Reserven – insgesamt acht bis zehn Armeen – vernichtet werden. Der konventionelle Plan zielte auf das Herbeiführen einer klassischen Kesselschlacht ab und entsprach somit dem unter dem Synonym „Blitzkrieg“ bekannten Vorgehen in der Vergangenheit. Mit einem Überraschungsmoment zum Nachteil der sowjetischen Kräfte konnte deshalb kaum gerechnet werden. Der Erfolg sollte vor allem durch den konzentrierten Einsatz von gepanzerten Truppen und neuen Waffensystemen erzwungen werden.
Für das Unternehmen wurde im Norden bei der Heeresgruppe Mitte unter Generalfeldmarschall Günther von Kluge die 9. Armee (General Walter Model) mit 22 Divisionen, davon acht Panzer- und Panzergrenadierdivisionen, bereitgestellt. Die Heeresgruppe Süd unter von Manstein konzentrierte im südlichen Abschnitt die 4. Panzerarmee und eine Armeeabteilung („Kempf“) mit insgesamt 19 Divisionen, davon neun Panzer- und Panzergrenadier-Divisionen. Zur 4. Panzerarmee unter Hermann Hoth gehörte das II. SS-Panzerkorps unter SS-Obergruppenführer Paul Hausser mit den drei SS-Panzergrenadier-Divisionen „Leibstandarte SS Adolf Hitler“, „Das Reich“ und „Totenkopf“. Das ebenfalls bereitgestellte VIII. Fliegerkorps der Luftflotte 4 und die 1. Flieger-Division der Luftflotte 6, die eng mit den Bodenkräften zusammenwirken sollten, wurden mit Kräften von anderen Frontabschnitten verstärkt. Fast 2000 Flugzeuge, darunter verbesserte Versionen der He 111 (Bomber), Focke-Wulf Fw 190 (Jäger/Jagdbomber) und Hs 129 (Erdkampfflugzeug), sollten den Angriff der Bodentruppen unterstützen.
Trotz dieser gewaltigen Truppenkonzentration litt der Plan im Kern an einem entscheidenden Mangel, der bereits im Jahr 1942 zum Scheitern der großangelegten Offensiven in den Kaukasus und nach Stalingrad geführt hatte: Es fehlten schlichtweg die notwendigen Kräfte und Mittel zu einer erfolgreichen Umsetzung. So mangelte es insbesondere an Truppen, die laut Operationsbefehl Nr. 6 vom 15. April 1943 zur Deckung der Flanken der Angriffskeile herangeführt werden sollten. Dies bedeutete, dass die angreifenden Truppenverbände auch selbst den – laut Planung – vorgesehenen Flankenschutz übernehmen mussten, was zwangsläufig zu einer Einbuße von Schlagkraft, zu Abnutzungsgefechten an den Flanken und in der Konsequenz zum Scheitern des ganzen Unternehmens führen musste.
Ein Teil der Verantwortlichen im Oberkommando und an der Front war sich dieser Diskrepanz zwischen Planung und Realität vollends bewusst. Einige waren zudem davon überzeugt, dass die Erfolgsaussichten des mehrfach verschobenen Unternehmens angesichts des immer stärker werdenden Gegners, der in gut ausgebauten und tief gestaffelten Verteidigungssystemen auf den Angriff wartete, nicht mehr gegeben waren. Sie konnten sich jedoch nicht mit ihren Bedenken gegen die Befürworter und insbesondere Hitler als Oberbefehlshaber der Wehrmacht durchsetzen. Dieser sah die Panzerwaffe als entscheidenden Faktor auf dem Gefechtsfeld an. Er erwartete daher, dass sich der Erfolg in jedem Fall durch den massiven Einsatz der neuen Panzermodelle (Typ „Tiger“) einstellen würde. Grundlage dafür war das Adolf-Hitler-Panzerprogramm, das er im Januar 1943 erlassen hatte.

### Vermutete Informationslecks
Fakt ist, dass die sowjetische Führung relativ präzise Informationen vom deutschen Aufmarsch bei Kursk hatte. Woher diese Informationen stammen, ist Gegenstand zahlreicher Spekulationen. Dabei wird auch über einen Spion mit Decknamen Werther aus den Reihen des OKW spekuliert. Dessen Berichte aus dem OKW sollen über die Schweiz durch Rudolf Rößler nach Moskau gelangt sein. Wer sich hinter dem Decknamen Werther tatsächlich verbarg, bleibt bis heute ungeklärt. Ebenso wurden entschlüsselte Funksprüche aus dem englischen Bletchley Park über John Cairncross an die Sowjetunion geliefert. Die entschlüsselten deutschen Funkmeldungen aus Großbritannien und Agentenmeldungen könnten die Informationen, die an der Ostfront selbst über die sowjetische Funküberwachung, Überläufer, Partisanen und gefangene deutsche Soldaten gewonnen wurden, ergänzt haben.
Laut Rolf-Dieter Müller kam es aus Hitlers Sicht jedoch gar nicht darauf an, die eigenen Absichten zu verschleiern; im Gegenteil: Mit dem Unternehmen Zitadelle sollten der Roten Armee möglichst große Verluste beigebracht werden; es richtete sich bewusst gegen einen zahlenmäßig stark überlegenen Gegner. Je mehr Kräfte Stalin im Raum konzentrieren würde, umso besser aus Hitlers Perspektive.

### Verzögerung

#### Gegner und Befürworter

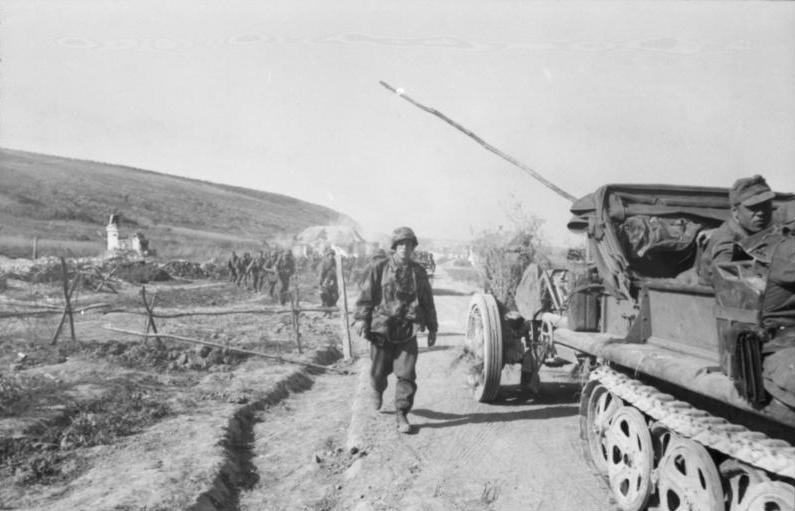
Russland, Juni 1943: Geschütz hinter Halbkettenfahrzeug Sd.Kfz. 10

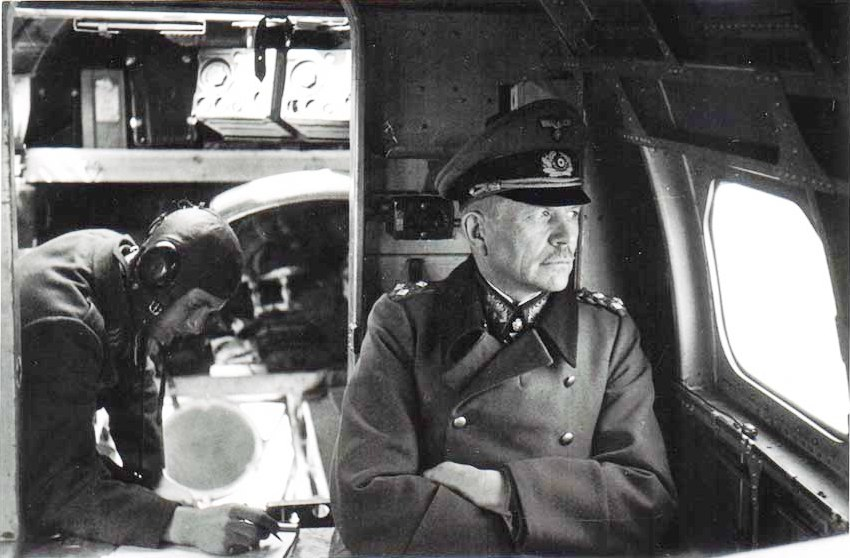
General Guderian auf dem Flug an die Ostfront, 1943

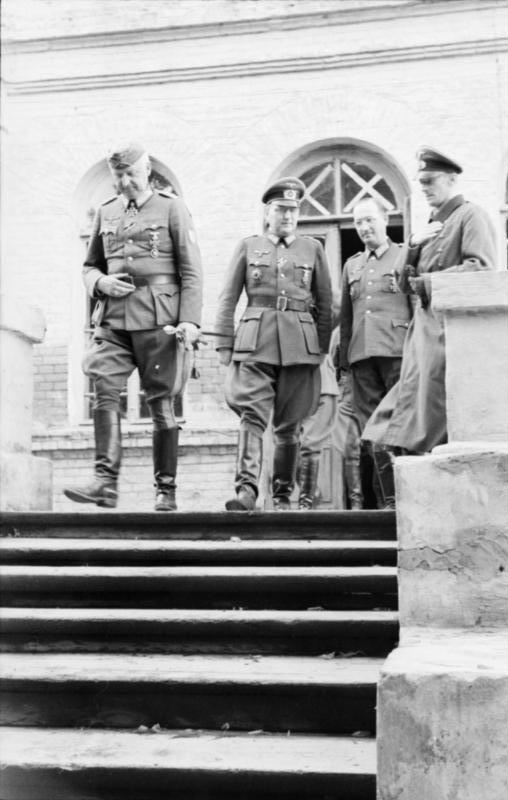
Generäle nach Besprechung am 21. Juni 1943, links vorne Generalfeldmarschall Erich von Manstein

Im ursprünglichen Operationsbefehl zu Zitadelle wurde als frühester und zugleich idealer Angriffstermin der 3. Mai genannt. Ein Beginn bereits im April kam durch die frühjährliche Schlammperiode (Rasputiza), in der alle Operationen an der Ostfront auf den unpassierbar gewordenen Straßen und Wegen unmöglich wurden, von vornherein nicht ernsthaft in Betracht. Während der im Frühjahr 1943 länger als erwartet anhaltenden witterungsbedingten Bewegungsunfähigkeit entwickelte sich auf deutscher Seite Widerstand gegen den ursprünglichen Operationsplan. Insbesondere Generaloberst Heinz Guderian, als Inspekteur der Panzertruppen Beauftragter für die Einführung der neuen Panzermodelle in die Truppe, und von Manstein reklamierten später in ihren Memoiren eine Gegnerschaft für sich. Man hätte erkannt, dass die Zeit gegen die deutschen Truppen arbeitete. Unklar ist, inwiefern diese Angaben, die die Schuld an der letztlichen Niederlage vor allem Hitler zuschreiben und die Generalität mit einigen Ausnahmen exkulpieren, zutreffen.
Lange Zeit galt Hitler als Initiator des Unternehmens. Die Militärs distanzierten sich, für Töppel wenig erstaunlich, durchweg von „Hitlers Offensive“. Der geistige Vater des Unternehmens war jedoch in Wirklichkeit laut Töppel Manstein, während Hitler zunächst gegen einen Angriff auf Kursk war. Generalfeldmarschall von Kluge war der entschiedenste Befürworter, auch Generalstabschef Kurt Zeitzler und Walter Model unterstützten den Plan. Der Historiker Karsten Heinz Schönbach sieht einen Kampf zwischen zwei Gruppierungen innerhalb der militärischen Führung des Dritten Reiches, bei dem sich die Fraktion der abenteuerlichen Militärs um Manstein, Generalstabschef Kurt Zeitzler und Kluge gegenüber der skeptischen Fraktion um Hitler und Guderian, Rüstungsminister Albert Speer und Reinhard Gehlen durchsetzte. Laut John Keegan lastete die Niederlage in Stalingrad so sehr auf Hitlers Gewissen, dass er seinen Generälen so viel Handlungsspielraum ließ, wie sie vorher und nachher nie wieder haben sollten.
Der maßgebliche Urheber des Operationsplans, Zeitzler, setzte auf Hitlers Unterstützung, um die zunehmende Zahl der Kritiker zum Schweigen zu bringen. Hitler selbst schien zu zaudern, nachdem ihm Model Luftaufnahmen vorgelegt hatte, auf denen zu sehen war, dass die sowjetische Seite im beabsichtigten Operationsgebiet umfangreiche Verteidigungsstellungen anlegte und dort starke Kräfte konzentrierte, und es somit offenkundig war, dass sie einen deutschen Angriff genau dieser Form erwartete.
Der vorgesehene Beginn der Offensive wurde durch Weisung Hitlers vom 29. April auf den 3. Mai verschoben. Grund hierfür war die Ansicht Hitlers, dass die Ausrüstung mit Panzern noch nicht ausreichend wäre. Ein schneller Durchstoß durch das Stellungssystem als Voraussetzung für eine spätere Kesselbildung erschien ihm zudem fraglich. Zur Klärung der offenen Fragen berief Hitler am 4. Mai 1943 in München eine Lagebesprechung ein.
Die Kritiker des Plans wiesen auf die bereits viel zu weit fortgeschrittenen Verteidigungsanstrengungen des Gegners hin. Angesichts der zu diesem Zeitpunkt noch nicht abgeschlossenen Vorbereitungen hätte somit eine Offensive in dieser Form kaum Aussicht auf Erfolg. Zeitzler, unterstützt durch den Befehlshaber der Heeresgruppe Mitte, Feldmarschall von Kluge, vertrat dagegen die Meinung, die sowjetische Verteidigung könne den neuen Panzern, die die Spitzen der Angriffskeile bilden sollten, letztlich nicht standhalten. Guderian und der ebenfalls anwesende Rüstungsminister Albert Speer versuchten offenbar im Gegenzug, die „reale“ Lage zu verdeutlichen:
Zu den Schwierigkeiten in der Produktion und der ungenügenden technischen Zuverlässigkeit der neuen Modelle kam die notwendige Zeit für die Umstellung der Truppe, die nicht nur die neue Technik, sondern auch veränderte Einsatzgrundsätze meistern musste. Guderian war seit seiner Rückkehr in den aktiven Dienst Anfang 1943 mit der Umstrukturierung und dem (Teil-)Neuaufbau der deutschen Panzertruppe befasst. Diese befand sich durch die Verluste an den Fronten, vor allem jedoch aufgrund von Defiziten bei der Entwicklung, des Kompetenzgerangels zwischen den Waffengattungen und einer ineffektiven Einsatzdoktrin in einem schlechten Zustand. Zu größeren Angriffsoperationen war die Truppe im Frühjahr, so seine spätere Darstellung, praktisch nicht in der Lage. Der Umbau hatte Ende April 1943 gerade erst begonnen. Unabhängig von der beschleunigten Umstrukturierung der Kernverbände war die Wehrmacht nach den verlustreichen Kämpfen zu Jahresbeginn im Mai 1943 noch nicht wieder zur Durchführung weitreichender Angriffsoperationen bereit. Dieser Tatsache war bereits die Einstellung der Kämpfe nach der erfolgreichen Rückeroberung von Charkow geschuldet, bei der unter anderem die SS-Panzergrenadier-Division LSSAH in schweren Straßenkämpfen fast die Hälfte ihrer Kampfstärke verloren hatte.
So fehlte den Panzerdivisionen der 9. Armee im April etwa 40 % ihrer motorisierten Ausrüstung (Lastwagen, Geländefahrzeuge, Motorräder, Zugmaschinen), wofür eigens ein Nothilfeprogramm eingerichtet wurde.
Guderian vertrat den Standpunkt, dass es sinnvoller wäre, die neuen Panzer in den bevorstehenden Auseinandersetzungen an der Westfront einzusetzen oder wenigstens die begrenzten Kräfte nur an einer Stelle zu einem Durchbruch auf Kursk zu konzentrieren, anstelle sie in einem Frontalangriff auf die sowjetische Verteidigung, die genau diese Vorgehensweise erwartete, zu verschwenden.
Zeitzler und von Kluge traten dieser Position entgegen und spekulierten in ihrer Argumentation anscheinend auf Hitlers Technikbegeisterung. Insbesondere von Kluge spielte die Produktionsschwierigkeiten bei der Panzerherstellung herunter und stellte demgegenüber die Vorteile der neuen Panzer heraus, die sich auf dem Schlachtfeld ergeben würden. Guderian, seit langem eine persönliche Abneigung gegen von Kluge hegend, argumentierte energisch gegen diese Ansicht. Die Spannungen zwischen den beiden Kontrahenten eskalierten sogar in einer durch von Kluge gegenüber Guderian ausgesprochenen Forderung zum Duell, bei welchem Hitler ihm als Sekundant dienen sollte. Den hierbei Anwesenden gelang es in diesem Zusammenhang nur mit Mühe, die beiden Kontrahenten zu beruhigen.
Hitler hielt sich, wie häufig, zunächst aus den Streitigkeiten heraus und ergriff keine Partei. Obwohl er die Einwände nachvollziehen konnte und die Produktionsschwierigkeiten als gegeben hinnahm, war er angesichts der zu erwartenden Vorteile bei Gelingen der Operation nicht bereit, das Unternehmen Zitadelle aufzugeben. Solange noch keine ausreichende Menge der neuen Panzer zur Verfügung stand, weigerte sich Hitler auch, einen konkreten Termin für den Beginn festzulegen. Die operativen Vorbereitungen, insbesondere Truppenkonzentrationen und die Zuführung neuer Waffen, liefen somit in den nächsten Wochen weiter. Als neuer Termin wurde schließlich der 12. Juni genannt.
Das Oberkommando der Heeresgruppe Süd war bis zuletzt überzeugt, dass der Angriff zwar schwer sein würde, aber zum Erfolg führen werde. Auch im Hauptquartier der Heeresgruppe Mitte plädierte man selbst dann noch für die Offensive, als mit deren Anlaufen nicht vor Anfang Juli zu rechnen sein würde.
Ein unkonventioneller Vorschlag Mansteins, den Bogen frontal anzugreifen, dann auszufächern und die sowjetischen Verbände in ihre eigenen Minenfelder zu drücken, wurde aus Zeitgründen für die notwendige Umgruppierung verworfen.

#### Einfluss der strategischen Lage und die Partisanenbekämpfung im Gebiet Orjol
Nach dem Fall Tunesiens an die alliierten Truppen und dem kompletten Verlust der Heeresgruppe Afrika – einer militärischen Katastrophe, die rein zahlenmäßig in ihrem Ausmaß mit der von Stalingrad vergleichbar war – verschob Hitler am 13. Mai den Start von Zitadelle angesichts der nun existierenden Bedrohung des besetzten Griechenlands oder gar Italiens durch eine alliierte Landungsoperation auf Ende Juni. Hitler wollte sich zunächst Sicherheit verschaffen, dass das faschistische Italien nach dem Verlust seiner nordafrikanischen Kolonien und im Angesicht einer möglichen bevorstehenden Landungsoperation der Alliierten den Krieg fortsetzen würde.
Neben den vorgenannten Gründen waren vor allem auch die massiven logistischen Schwierigkeiten bei der Heeresgruppe Mitte, die durch umfangreiche Partisanenaktivitäten in der Umgebung von Orjol verursacht wurden und entsprechende Forderungen nach Verstärkung nach sich zogen, von entscheidender Bedeutung für die Planung des Unternehmens Zitadelle.
Insbesondere der Kommandeur der 9. Armee und Befehlshaber des nördlichen Angriffsflügels, Walter Model, tat sich diesbezüglich hervor. Obwohl sich Model gegenüber Hitler immer wieder für Zitadelle ausgesprochen hatte, wurde dessen Verhalten im Nachhinein häufig als Indiz für eine versteckte Gegnerschaft zu Hitler gedeutet.
Die in den dichten Wäldern östlich des Flusses Desna und im rückwärtigen Raum hinter der 9. Armee und 2. Panzerarmee operierenden Partisanenverbände wurden zentral vom sowjetischen Oberkommando geführt und aus der Luft massiv mit Waffen, sonstiger Ausrüstung und Personal unterstützt. Die Partisanenverbände umfassten nach heutigen Schätzungen im Frühjahr mehr als 100.000 Mann. Ihre Angriffe und Sabotageakte hatten solche Ausmaße angenommen, dass die ohnehin schon unzureichenden Eisenbahnkapazitäten weiter eingeschränkt werden mussten. Die Eisenbahnlinien Brjansk–Konotop und Brjansk–Shirekina sowie alle Straßen südlich von Brjansk mussten zeitweise komplett für den Verkehr gesperrt werden. Dies betraf sogar die Hauptverkehrsstraße von Brjansk nach Orjol, welche nur noch in geschlossenen Konvois benutzt werden konnte. Die enorme Partisanenaktivität bedeutete ein erhebliches Risiko für die Durchführung von Zitadelle. Hinzu kam noch, dass für den Transport der neuen, schweren Ferdinand-Panzerjäger an die Front sowohl die auf der Nord-Süd-Achse bestehenden Verbindungsstraßen als auch die Brückeninfrastruktur ausgebaut bzw. erweitert werden mussten.
Zur Bekämpfung der Partisanen starteten die Deutschen im Mai 1943 eine groß angelegte, mehrwöchige Operation (Deckname Unternehmen Zigeunerbaron). An der Operation waren auch für Zitadelle vorgesehene Fronteinheiten, u. a. die äußerst schlagkräftige 4. Panzer-Division, beteiligt. Nach Abschluss der weitgehend erfolglosen Operation benötigten diese Einheiten dann wieder Zeit für Rückführung und Auffrischung. Die 9. Armee gab schließlich als frühestmöglichen Zeitpunkt für den Beginn der Offensive den 19. Juli an. Die Heeresgruppe Süd befand sich ebenfalls in Auffrischung und Umstrukturierung, so dass bei ihr eine Bereitschaft zum Angriff noch im Juni fraglich erscheinen musste.
Der immer wieder behauptete massive Einfluss der Partisanenaktivitäten auf die Vorbereitungen des Unternehmens ist ein Mythos der sowjetischen Geschichtspropaganda. Der tatsächliche Einfluss auf den Transport auf der Straße und auf den Schienen war minimal, so dass der Verkehr nie ernsthaft gefährdet und so nicht wahrnehmbar gestört wurde. So bestand der Haupteffekt des Partisanenkrieges im Raum Brjansk im Aufhalten von Transporten für einige Stunden und der allgemeinen Verlangsamung des Zugverkehrs.
Neuere Erkenntnisse (vgl. vor allem die Ausführung von Roman Töppel) legen den Schluss nahe, dass vornehmlich die strategische Lage sowie die weiter oben genannten Gründe die Verzögerung von Zitadelle verursachten und nicht das später vielfach kritisierte Warten Hitlers auf neue Panzermodelle. Allerdings erfolgte die letzte Verschiebung des Angriffstermins erst Ende Juni, um die Panzergrenadier-Division Großdeutschland mit einem größeren Kontingent Panther auszurüsten.
Zur Störung des sowjetischen Aufmarsches versuchten am 2. Juni rund 600 deutsche Flugzeuge beim Unternehmen Carmen den sowjetischen Eisenbahnknoten Kursk auszuschalten.

### Vergleich der Armeen

#### Beteiligte Verbände der Wehrmacht
| Armee (Oberbefehlshaber) | Korps (Kommandierender General)            | Divisionen                                                     |
| ------------------------ | ------------------------------------------ | -------------------------------------------------------------- |
| 9. Armee (Walter Model)  | XX. Armeekorps (Rudolf Freiherr von Roman) | 45., 72., 137. & 251. Infanterie-Division                      |
|                          | XXXXVI. Panzerkorps (Hans Zorn)            | 7., 31., 102. & 258. Infanterie-Division                       |
|                          | XXXXI. Panzerkorps (Josef Harpe)           | 18. Panzer-Division 86. & 292. Infanterie-Division             |
|                          | XXXXVII. Panzerkorps (Joachim Lemelsen)    | 2., 9. & 20. Panzer-Division, 6. Infanterie-Division           |
|                          | XXIII. Armeekorps (Johannes Frießner)      | 216. & 383. Infanterie-Division, 78. Sturm-Division            |
|                          | Armeereserve                               | 4. & 12. Panzer-Division, 10. Panzergrenadier-Division         |
| 2. Armee (Walter Weiß)   | VII. Armeekorps (Ernst-Eberhard Hell)      | 68., 75., 26. & 88. Infanterie-Division                        |
|                          | XIII. Armeekorps (Erich Straube)           | 327., 340. & 377. Infanterie-Division, 82. Infanterie-Division |
| Heeresgruppenreserve     |                                            | 5. & 8. Panzer-Division                                        |

| Armee (Oberbefehlshaber)            | Korps (Kommandierender General)               | Divisionen |
| ----------------------------------- | --------------------------------------------- | --- |
| 4. Panzerarmee (Hermann Hoth)       | LII. Armeekorps (Eugen Ott)                   | 57., 255. & 332. Infanterie-Division                                                                                 |
|                                     | XXXXVIII. Panzerkorps (Otto von Knobelsdorff) | 3. & 11. Panzer-Division, Panzergrenadier-Division Großdeutschland, 167. Infanterie-Division                         |
|                                     | II. SS-Panzerkorps (Paul Hausser)             | SS-Panzergrenadier-Division LSSAH, SS-Panzergrenadier-Division „Das Reich“ & SS-Panzergrenadier-Division „Totenkopf“ |
| Armeeabteilung Kempf (Werner Kempf) | III. Panzerkorps (Hermann Breith)             | 6., 7. & 19. Panzer-Division, 168. Infanterie-Division                                                               |
|                                     | Korps Raus (Erhard Raus)                      | 106. Infanterie-Division & 320. Infanterie-Division                                                                  |
|                                     | XXXXII. Armeekorps (Franz Mattenklott)        | 39., 161. & 282. Infanterie-Division                                                                                 |
| Heeresgruppenreserve                | XXIV. Panzerkorps (Walther Nehring)           | SS-Panzergrenadier-Division „Wiking“, 17. Panzer-Division                                                            |

| Luftflotte (Oberbefehlshaber)          | Korps (Kommandierender General)      | Einheiten |
| -------------------------------------- | ------------------------------------ | --- |
| Luftflotte 4 (Wolfram von Richthofen)  | VIII. Fliegerkorps (Hans Seidemann)  | Stab, I. und III./Jagdgeschwader 52, II. und III./Jagdgeschwader 3, 10./Nachtjagdgeschwader 5, Stab, I., II. und III./Sturzkampfgeschwader 2, Stab, I., II. und III./Sturzkampfgeschwader 77, Stab, I. und II./Schlachtgeschwader 1, Stab und II./Kampfgeschwader 3, Stab, I. und II. Kampfgeschwader 27, Stab, II. und III./Kampfgeschwader 55, I./Kampfgeschwader 100, diverse selbständige Staffeln |
| Luftflotte 6 (Robert Ritter von Greim) | 1. Flieger-Division (Paul Deichmann) | Stab, I., III. und IV./Jagdgeschwader 51, I./Jagdgeschwader 54, Stab und I./Zerstörergeschwader 1, Stab, I., II. und III./Sturzkampfgeschwader 1, III./Sturzkampfgeschwader 3, III./Kampfgeschwader 1, Stab, II. und III./Kampfgeschwader 4, Stab, II. und III./Kampfgeschwader 51, Stab, I. und III./Kampfgeschwader 53, diverse selbständige Staffeln                                                |

#### Beteiligte Verbände der Roten Armee
| Armee (Oberbefehlshaber)                             | Korps                                                        | Divisionen                                                          |
| ---------------------------------------------------- | ------------------------------------------------------------ | ------------------------------------------------------------------- |
| 13. Armee (Generalleutnant Nikolai P. Puchow)        | 17. Garde-Schützenkorps (Generalleutnant A. L. Bondarew)     | 5., 6., 70. und 75. Garde-Schützendivision                          |
|                                                      | 18. Garde-Schützenkorps (Generalmajor I. M. Afonin)          | 2., 3. und 4. Garde-Luftlandedivision                               |
|                                                      | 15. Schützenkorps (Generalmajor N. G. Choruzhenko)           | 8., 74. und 148. Schützendivision                                   |
|                                                      | 29. Schützenkorps (Generalmajor A. N. Sljschkin)             | 15., 81. und 307. Schützendivision                                  |
|                                                      | 4. Artilleriedurchbruchskorps (Generalmajor Nikolai Ignatow) | 5. und 12. Artilleriedurchbruchsdivision, 5. Gardewerferdivision    |
| 48. Armee (Generalleutnant P. L. Romanenko)          | 42. Schützenkorps (Generalmajor K. S. Kolganow)              | 6., 70. und 75. Garde-Schützendivision                              |
|                                                      | 73. Schützenkorps (Generalmajor P. F. Batizki)               | 16., 73., 137., 143. und 170. Schützendivision                      |
| 60. Armee (Generalleutnant Iwan D. Tschernjachowski) | 24. Schützenkorps (Generalmajor N. I. Kirjuchin)             | 42. und 112. Schützendivision                                       |
|                                                      | 30. Schützenkorps (Generalmajor G. S. Lazko)                 | 121., 141. und 322. Schützendivision                                |
|                                                      | Unabhängige                                                  | 55. Schützendivision                                                |
| 65. Armee (Generalleutnant Pawel I. Batow)           | 18. Schützenkorps (Generalmajor I. I. Iwanow)                | 69., 149. und 246. Schützendivision                                 |
|                                                      | 27. Schützenkorps (Generalmajor F. M. Tscherokmanow)         | 60. und 193. Schützendivision                                       |
|                                                      | Unabhängige                                                  | 37. Garde-Schützendivision, 181., 194. und 354. Schützendivision    |
| 70. Armee (Generalleutnant I. W. Galanin)            | 28. Schützenkorps (Generalleutnant A. N. Netschajew)         | 132., 211. und 280. Schützendivision                                |
|                                                      | Unabhängige                                                  | 102., 106., 140. und 162. Schützendivision                          |
| 2. Panzerarmee (Generalleutnant Alexei G. Rodin)     | 3. Panzerkorps (Generalmajor M. D. Sinenko)                  | 50., 51., 103. Panzerbrigade und 57. motorisierte Schützenbrigade   |
|                                                      | 16. Panzerkorps (Generalmajor W. J. Grigorjew)               | 106., 109., 164. Panzerbrigade und 15. motorisierte Schützenbrigade |
|                                                      | 19. Panzerkorps (Generalmajor I. D. Wassiljew)               | 79., 101., 102. Panzerbrigade und 26. motorisierte Schützen-Brigade |
| Fronttruppen                                         | 9. Panzerkorps (Generalmajor S. I. Bogdanow)                 | 23., 95., 108. Panzerbrigade und 9. motorisierte Schützenbrigade    |
| 15. Luftarmee (Generaloberst N. F. Naumenko)         | 3. Bombenfliegerkorps                                        |                                                                     |
|                                                      | 6. Gemischtes Fliegerkorps                                   |                                                                     |
|                                                      | 6. Jagdfliegerkorps                                          |                                                                     |

| Armee (Oberbefehlshaber)                             | Korps                                                       | Divisionen                                                                 |
| ---------------------------------------------------- | ----------------------------------------------------------- | -------------------------------------------------------------------------- |
| 38. Armee (Generalleutnant Nikandr J. Tschibissow)   | 50. Schützenkorps (Generalmajor S. S. Martirosjan)          | 167., 232. und 340. Schützendivision                                       |
|                                                      | 51. Schützenkorps (Generalmajor P. P. Awdejenko)            | 180., 204. und 240. Schützendivision                                       |
| 40. Armee (Generalleutnant Kirill S. Moskalenko)     | 47. Schützenkorps (Generalmajor A. S. Grjasnow)             | 161., 206. und 237. Schützendivision                                       |
|                                                      | 52. Schützenkorps (Generalleutnant F. J. Perchorowitsch)    | 100., 219. und 309. Schützendivision                                       |
| 6. Gardearmee (Generalleutnant Iwan M. Tschistjakow) | 22. Garde-Schützenkorps (Generalmajor N. B. Ibjanski)       | 61., 71. und 90. Garde-Schützendivision                                    |
|                                                      | 23. Garde-Schützenkorps (Generalmajor P. P. Wachramejew)    | 51. und 52. Garde-Schützendivision, 375. Schützendivision                  |
|                                                      | Unabhängige                                                 | 89. Garde-Schützendivision                                                 |
| 1. Panzerarmee (Generalleutnant Michail J. Katukow)  | 6. Panzerkorps (Generalmajor A. L. Getman)                  | 22., 49., 112. und 200. Panzerbrigade                                      |
|                                                      | 31. Panzerkorps (Generalmajor D. H. Tschernijenko)          | 100., 237., 242. Panzerbrigade und 65. motorisierte Schützenbrigade        |
|                                                      | 3. Mechanisiertes Korps (Generalleutnant S. M. Kriwoschein) | 1., 3., 10. mechanisierte Brigade und 1. Garde-Panzerbrigade               |
| 69. Armee (Generalleutnant W. D. Krjutschonkin)      | 48. Schützenkorps (Generalleutnant S. S. Rogosnij)          | 107., 183. und 307. Schützendivision                                       |
|                                                      | 49. Schützenkorps (Generalmajor J. N. Terentjew)            | 111. und 270. Schützendivision                                             |
| 2. Luftarmee (Generalleutnant Stjepan A. Krasowski)  | 1. Bombenfliegerkorps                                       |                                                                            |
|                                                      | 1. Schlachtfliegerkorps                                     |                                                                            |
|                                                      | 4. Jagdfliegerkorps                                         |                                                                            |
|                                                      | 5. Jagdfliegerkorps                                         |                                                                            |
| Fronttruppen                                         | 2. Garde-Panzerkorps (Generalmajor A. S. Burdenji)          | 4., 25., 26. Garde-Panzerbrigade und 4. motorisierte Schützen-Brigade      |
|                                                      | 5. Garde-Panzerkorps (Generalmajor A. G. Krawtschenko)      | 20., 21., 22. Garde-Panzerbrigade und 6. Garde-mechanische Schützenbrigade |
|                                                      | 2. Panzerkorps (Generalmajor A. F. Popow)                   | 26., 99., 169. Panzerbrigade und 58. motorisierte Schützen-Brigade         |
|                                                      | 35. Garde-Schützenkorps (Generalleutnant S. G. Gorjatschew) | 67., 92., 93. und 94. Garde-Schützendivision                               |

| Armee (Oberbefehlshaber)                                  | Korps                                                              | Divisionen                                                             |
| --------------------------------------------------------- | ------------------------------------------------------------------ | ---------------------------------------------------------------------- |
| 5. Gardearmee (Generalleutnant Alexei S. Schadow)         | 32. Garde-Schützenkorps (Generalmajor Alexander Iljitsch Rodimzew) | 13. und 66. Garde-Schützendivision, 6. Garde-Luftlandedivision         |
|                                                           | 33. Garde-Schützenkorps (Generalmajor M. I. Koslow)                | 95. und 97. Garde-Schützendivision, 9. Garde-Luftlandedivision         |
|                                                           | Unabhängige                                                        | 42. Garde-Schützendivision                                             |
|                                                           | 10. Panzerkorps (Generalmajor W. G. Burkow)                        | 178., 183. und 186. Panzerbrigade und 1. motorisierte Schützen-Brigade |
| 7. Gardearmee (Generalleutnant Michail S. Schumilow)      | 24. Garde-Schützenkorps (Generalmajor N. A. Wassiljew)             | 15., 36. und 72. Garde-Schützendivision                                |
|                                                           | 25. Garde-Schützenkorps (Generalmajor G. B. Safjulin)              | 73., 78. und 81. Garde-Schützendivision                                |
|                                                           | Unabhängige                                                        | 213. Schützendivision                                                  |
| 5. Gardepanzerarmee (Generalleutnant Pawel A. Rotmistrow) | 5. Garde-Mechanisiertes Korps (Oberst B. M. Skwortzow)             | 10., 11., 12. mech. Garde-Panzer-Brigade und 24. Garde-Panzer-Brigade  |
|                                                           | 29. Panzerkorps (Generalmajor I. F. Kiritschenko)                  | 25., 31., 32. Panzerbrigade und 53. motorisierte Brigade               |
|                                                           | 18. Panzerkorps (Generalmajor B. S. Bacharow)                      | 110., 170., 181. Panzerbrigade und 32. motorisierte Brigade            |
| 5. Luftarmee (Generalleutnant Sergei K. Gorjunow)         | 7. Gemischtes Fliegerkorps                                         |                                                                        |
|                                                           | 8. Gemischtes Fliegerkorps                                         |                                                                        |
|                                                           | 3. Jagdfliegerkorps                                                |                                                                        |
|                                                           | 7. Jagdfliegerkorps                                                |                                                                        |

| Zitadelle   | Soldaten   | Soldaten | Soldaten   | Panzer     | Panzer  | Panzer     | Artillerie | Artillerie | Artillerie |
| Zitadelle   | Sowjetisch | Deutsch  | Verhältnis | Sowjetisch | Deutsch | Verhältnis | Sowjetisch | Deutsch    | Verhältnis |
| ----------- | ---------- | -------- | ---------- | ---------- | ------- | ---------- | ---------- | ---------- | ---------- |
| Frieser     | 1.426.352  | 518.271  | 2,8:1      | 4.938      | 2.465   | 2:1        | 31.415     | 7.417      | 4:1        |
| Glantz      | 1.910.361  | 780.900  | 2,5:1      | 5.128      | 2.928   | 1,7:1      |            |            |            |
| 1. 2. 3. 4. |            |          |            |            |         |            |            |            |            |

Für den Angriff hatte die Wehrmacht drei Armeen und einen großen Teil der an der Ostfront stationierten Panzer zur Verfügung. Die 9. Armee unter Model hatte 335.000 Mann (davon 223.000 kämpfende Truppe), die 4. Panzerarmee unter Hoth hatte 223.907 Mann (davon 149.271 kämpfende Truppe) und die Armeeabteilung Kempf hatte rund 100.000 Mann (davon 66.000 kämpfende Truppe). Zusammen waren dies 778.907 Mann, wovon 518.271 zur kämpfenden Truppe gehörten. Alle für den Angriff vorgesehenen Kräfte waren personell und materiell voll aufgefüllt worden.
Die Rote Armee hatte zwei Fronten (vergleichbar mit deutschen Heeresgruppen) für die Verteidigung und eine weitere im Hinterland als Reserve in Stellung gebracht. Die Zentralfront unter Konstantin Rokossowski hatte 711.575 Mann (davon 510.983 kämpfende Truppe), Watutins Woronescher Front hatte 625.591 Mann (davon 446.236 kämpfende Truppe) und die Steppenfront unter Iwan Konew stellte 573.195 Mann (davon 449.133 kämpfende Truppe). Insgesamt hatten die drei Fronten eine Gesamtstärke von 1.910.361 Mann, wovon 1.426.352 Mann zur kämpfenden Truppe gehörten.
| Kursk       | Soldaten   | Soldaten | Soldaten   | Panzer     | Panzer  | Panzer     | Artillerie | Artillerie | Artillerie |
| Kursk       | Sowjetisch | Deutsch  | Verhältnis | Sowjetisch | Deutsch | Verhältnis | Sowjetisch | Deutsch    | Verhältnis |
| ----------- | ---------- | -------- | ---------- | ---------- | ------- | ---------- | ---------- | ---------- | ---------- |
| Frieser     | 1.987.463  | 625.271  | 3,2:1      | 8.200      | 2.699   | 3:1        | 47.416     | 9.467      | 5:1        |
| Glantz      | 2.500.000  | 940.900  | 2,7:1      | 7.360      | 3.253   | 2,3:1      |            |            |            |
| 1. 2. 3. 4. |            |          |            |            |         |            |            |            |            |

Zu Beginn des sowjetischen Gegenangriffs im Raum Orjol wurde die deutsche 2. Panzerarmee von zwei weiteren Fronten angegriffen. Die Brjansker- und Westfront erhöhten die Mannstärke der Roten Armee auf insgesamt 2.629.458. Die Wehrmachtverbände zählten mit den nunmehr vier Armeen ungefähr 950.000 Mann im Raum Kursk.

#### Panzer der Wehrmacht
Im Unternehmen Zitadelle stand die technische Überlegenheit sowjetischer Panzermodelle auf dem Spiel. Mit Beginn des Krieges gegen die Sowjetunion musste die Wehrmacht erkennen, dass sie die Rote Armee unterschätzt hatte. Die neueren sowjetischen Panzermodelle waren zu diesem Zeitpunkt den deutschen weit überlegen. Der neue T-34 mit seiner modernen Schrägpanzerung war nahezu unzerstörbar für die damaligen deutschen Panzer sowie die meisten Panzerabwehrkanonen. Diese technische Dominanz der sowjetischen Modelle blieb noch für lange Zeit erhalten. Während die Führung der Roten Armee in der Folgezeit kaum neue Panzer entwickeln ließ, legte die Wehrmacht dagegen großen Wert auf die Entwicklung neuer Panzermodelle sowie die Verbesserung schon existierender, und so kam es während des Unternehmens Zitadelle zu einer starken technischen Überlegenheit der deutschen Panzerverbände. Das zeigte sich besonders in Duellsituationen und führte in der Folge zu einer verstärkten sowjetischen Forschung im Bereich ihrer Panzerwaffe. Nach Steven Zaloga wurde von der sowjetischen Führung die Weiterentwicklung des T-34 Ende 1941 eingefroren und entschieden, keine neuen Panzermodelle zu bauen, um den Produktionsausstoß nicht zu vermindern.

##### Panzer III / Panzer IV – die Standardpanzer
In nicht unerheblicher Stückzahl kam noch der Panzerkampfwagen III mit seiner 50-mm-Kanone L/60 zum Einsatz. Trotz ständiger Verbesserungen seit Kriegsbeginn war dieses Modell dem sowjetischen T-34 nach wie vor unterlegen.
Der wichtigste Panzer zu diesem Zeitpunkt des Krieges war der Panzerkampfwagen IV, mit dem der Großteil der Panzerdivisionen ausgestattet war. Dieser wurde, hauptsächlich nach Beginn des Russlandfeldzuges, einer intensiven Kampfwertsteigerung unterworfen, so dass er nun mit einer Frontpanzerung von bis zu 80 mm und einer langen 75-mm-Kanone mit 48 Kaliberlängen allen gegnerischen Standardpanzern überlegen war.

##### Panzer V Panther
| Datum      | einsatz- bereit | in Reparatur | Total- ausfälle | Gesamt |
| ---------- | --------------- | ------------ | --------------- | ------ |
| 10. Juli   | 38              | 131          | 31              | 200    |
| 20. Juli   | 41              | 101          | 58              | 200    |
| 31. Juli   | 20              | 108          | 84              | 212    |
| 11. August | 9               | 47           | 156             | 212    |

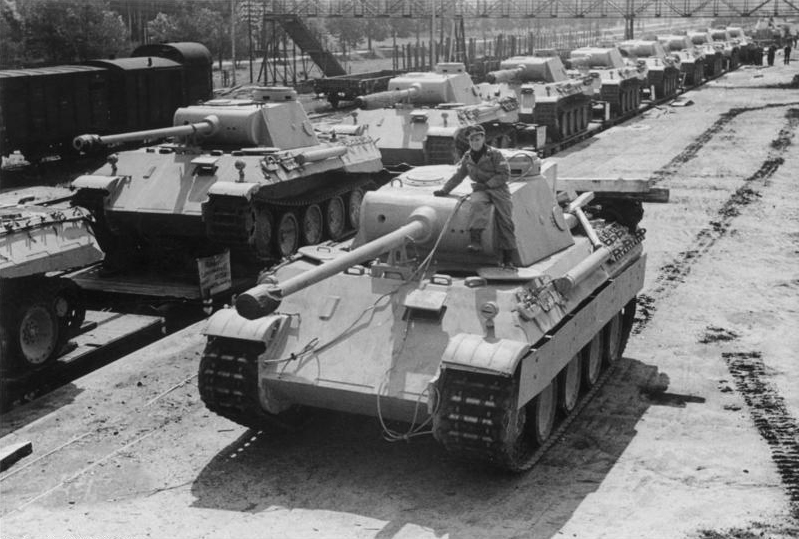
Verladung von Panther an die Ostfront

Der als Antwort auf den T-34 entwickelte mittlere Panzer V (Panther) war eine gute Synthese aus Bewaffnung, Panzerung und Beweglichkeit. Die um 55 Grad geneigte 80 mm starke Frontpanzerung bot einen guten Schutz. Der sowjetische mittlere Standardpanzer T-34 beispielsweise war nicht fähig, die Frontpanzerung des Panthers zu durchschlagen. Die übereilt den Angriffsverbänden zugeführten Panther des Typs „D“ waren manövrierfähig und mit leistungsfähigen Funkgeräten ausgerüstet, fingen jedoch leicht Feuer. Sämtliche 200 Panther waren in den zwei Abteilungen der Panzerbrigade 10 zusammengefasst, die der Panzergrenadier-Division „Großdeutschland“ unterstellt war. Laut Guderian (Erinnerungen eines Soldaten) waren jedoch das größte Problem die stark beanspruchten Seitenvorgelege (Untersetzungsgetriebe hinter den Treibrädern vorn), die als einfache Stirnradgetriebe ausgeführt waren. Wie unausgereift die neuen Panzer waren, zeigte sich bereits vor Beginn der eigentlichen Schlacht, als 45 Panther bei ihrem Marsch in die Bereitstellungsräume aufgrund technischer Probleme ausfielen. In der Schlacht fielen Panther ständig auch ohne Feindeinwirkung aus und mussten in Werkstätten geschleppt werden. So kam es, dass fast über die gesamte Zeit der Schlacht nie mehr als 40 dieser Panzer gleichzeitig im Einsatz waren. Die Panzerbrigade 10 war auf deutscher Seite der Verband mit der höchsten Anzahl an verlorenen Panzern, was Guderian nach einem Frontbesuch am 20. Juli nicht auf den Panther, sondern auf die besonders schweren Kämpfe zurückführte. Trotz mangelnder Zuverlässigkeit zeigte der Panzer V sein Potenzial und war laut deutschen Berichten für 267 vernichtete Feindpanzer verantwortlich. Am 20. Juli waren 56 Panther ausgebrannt, von denen 49 mit Sprengstoff gefüllt und gesprengt wurden. 16 waren zur Grundüberholung zurück nach Deutschland geschickt worden. 85 befanden sich in Reparatur und 41 waren einsatzbereit. Nach deutschen Berichten fing der Panther bei einem seitlichen Treffer in den meisten Fällen Feuer durch die Entzündung der Munition oder des Treibstoffs. Daher wurde gefordert, ihn in breiter Formation angreifen zu lassen, um den Feind zu hindern, von der Flanke her anzugreifen. Nachdem die anfänglichen Probleme beseitigt worden waren, wurde dieser Panzer zu einem der, wenn nicht dem, besten Panzer des Zweiten Weltkrieges.

##### Panzer VI Tiger

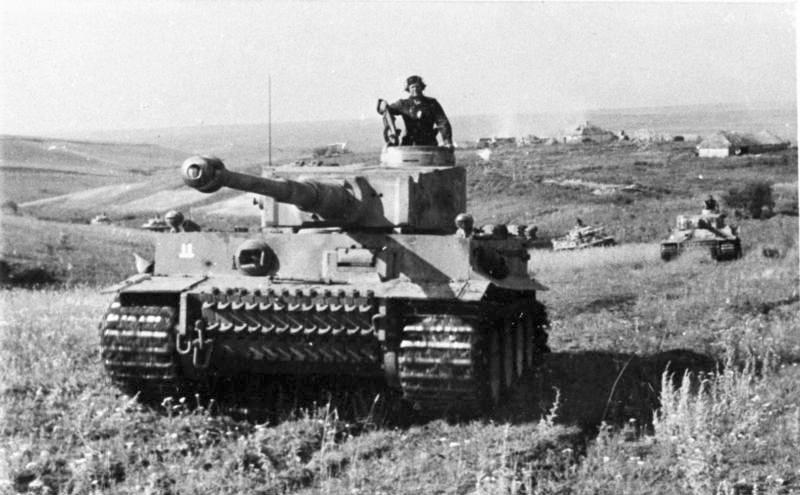
„Tiger“ in der Schlacht um Kursk

Der als schwerer (etwa 55 Tonnen) Durchbruchspanzer konzipierte Pz-VI (Tiger) verfügte über eine 88-mm-Panzerkanone (KwK 36), die im Sommer 1943 alle gegnerischen Panzer bereits auf große Entfernungen wirkungsvoll bekämpfen konnte (Durchschlagsleistung: 90 mm auf 2300 m). Hinzu kam eine starke Frontpanzerung, die zu diesem Zeitpunkt ungeachtet der klassischen, rechtwinkligen Bauweise kaum zu durchdringen war. Auch die Seiten- und Heckpanzerung konnte nur aus sehr geringen Distanzen durchschlagen werden.
Hinzu kam ein psychologischer Effekt auf gegnerische Truppen, der in vielen nachfolgenden Berichten zum Unternehmen Zitadelle zu einer starken Fokussierung auf diesen Panzertyp führte. In der sowjetischen Memoirenliteratur ist in diesem Zusammenhang stets von Tiger-Panzern die Rede – offensichtlich wurde auch der verbesserte Pz-IV aufgrund seiner ähnlichen Silhouette als Tiger identifiziert. Mit dafür verantwortlich war wohl der damals bei den neuesten Modellen des Pz-IV (Ausf. G/H) seitlich angebrachte, großflächige Kettenschutz (Schürze). Liest man sowjetische Schlachtberichte, wimmelte es auf dem Gefechtsfeld vor Kursk nur so von Tigern und Panthern. Tatsächlich verfügten im Süden die Panzergrenadier-Division „Großdeutschland“ sowie die drei Divisionen des II. SS-Panzerkorps lediglich über je eine Tiger-Kompanie mit jeweils 13 bis 15 Panzern. Hinzu kam die schwere Heeres-Panzer-Abteilung 503 mit 45 Tigern. Auf der Nordseite standen nur zwei Tiger-Kompanien in der schweren Heeres-Abteilung 505 zur Verfügung. Insgesamt kamen im Rahmen von Zitadelle nur 146 Tiger zum Einsatz, somit etwa 5 % der deutschen Panzerkräfte. Die wenigen Tiger wurden kontinuierlich in den Angriffsschwerpunkten zur Erzwingung des Durchbruchs und zur Abwehr der Gegenangriffe, fast immer an der Spitze der Panzerkeile, eingesetzt und erwiesen sich als besonders kampfstark. War ein Tiger jedoch erst einmal isoliert, konnte er auf sich allein gestellt kaum etwas gegen die Übermacht von sowjetischer Infanterie und T-34 ausrichten.

##### Weitere deutsche gepanzerte Fahrzeuge
Neben Panther und Tiger wurden auch 90 schwere Jagdpanzer „Elefant/Ferdinand“, einige Sturmpanzer IV („Brummbär“), Sturmgeschütz III sowie Jagdpanzer des Modells „Hornisse“ in geringer Stückzahl in den selbstständigen Abteilungen der 9. Armee eingesetzt. Die 653. und 654. schwere Panzerjäger-Abteilung erhielten jeweils 45 Exemplare des „Ferdinand“. Dieser Jagdpanzer entstand als Notlösung auf Chassis des Porsche-Entwurfs des Tiger. Er verfügte über eine enorme Panzerung und war durch Feindpanzer oder PaK fast nicht zu zerstören. Diese erhöhte Panzerung führte zu einem stattlichen Gewicht von 65 Tonnen. Das Fehlen eines Maschinengewehrs machte diesen schwerfälligen Jagdpanzer jedoch sehr anfällig für feindliche Infanterie. Des Weiteren litt der improvisierte Panzer an seiner mangelnden Beweglichkeit und verzeichnete viele temporäre Ausfälle durch seinen komplizierten Antrieb. Im Panzergefecht war der „Ferdinand“ aber äußerst effektiv. Er war mit der langen 8,8-cm-KwK 43 ausgerüstet, der gleichen Kanone, die im späteren Tiger II zum Einsatz kam. Diese Kanone war 1,5 Meter länger als die des „Tigers“ und konnte feindliche T-34 bis auf 3,6 km Entfernung zerstören. Die beiden Abteilungen vermeldeten um die 500 zerstörte Feindpanzer.
Weiterhin befanden sich vereinzelt auch noch Panzer II in den Beständen der Panzerverbände, die nunmehr als Aufklärungspanzer genutzt wurden.

#### Sowjetische Panzermodelle

##### T-34 – Standardpanzer der Roten Armee

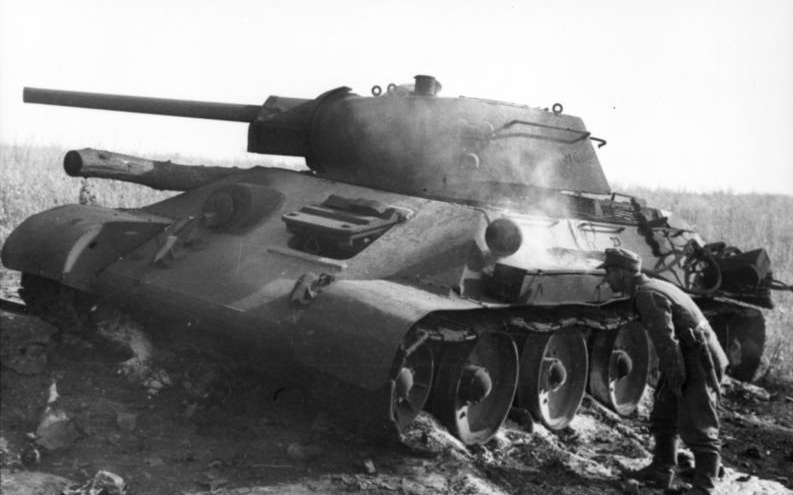
Während der Schlacht von Prochorowka abgeschossener T-34

Der bei weitem überwiegende Teil der sowjetischen Panzertruppen war im Sommer 1943 mit dem T-34 ausgerüstet, der in riesigen Stückzahlen gebaut wurde. Der T-34/76 war eine gelungene Kombination aus Panzerung, Beweglichkeit und Bewaffnung. Er hatte sich zu Kriegsbeginn gegenüber den deutschen Panzern als überlegen gezeigt, hatte diese Überlegenheit jedoch im Sommer 1943 gegen die verbesserten Pz-IV mit ihrer 75-mm-Kanone und die neuen Panther und Tiger verloren. Entscheidende Nachteile stellten zu diesem Zeitpunkt auch die Doppelbelastung des Kommandanten dar, der zugleich als Richtschütze fungierte, sowie die fehlenden Funkgeräte, die bei den deutschen Panzern zur Standardausstattung gehörten. Dadurch verringerte sich deren Wirksamkeit. Nach sowjetischen Angaben wurden zur Bekämpfung der neuen deutschen Panzer vor der Schlacht neuartige Unterkalibergranaten in die Bewaffnung eingeführt, allerdings pro Panzer nur fünf Stück.

##### Weitere Panzer der Roten Armee und Bewaffnung
Der ebenfalls noch in größeren Stückzahlen vorhandene leichte T-70 war zur Unterstützung der Infanterie gedacht und konnte nicht gegen die aktuellen deutschen Modelle bestehen.
Der schwere sowjetische Panzer KW-1 besaß zwar eine starke Panzerung, war aber mittlerweile durch die Entwicklungen der Panzertechnik überholt. Er war insbesondere zu langsam und konnte deshalb leicht ausmanövriert und an seinen Seiten abgeschossen werden. Die als Konsequenz alliierter Waffenlieferungen bei den sowjetischen Truppen zum Einsatz kommenden englischen Churchills oder die amerikanischen Shermans und Lees zeigten sich im direkten Gefecht den deutschen Modellen ebenfalls unterlegen.
Von den KW-2 waren nur noch wenige Exemplare vorhanden, die an strategisch wichtigen Punkten bereitgestellt wurden. An Bedeutung gewannen dagegen die schweren Jagd-/Sturmpanzer: Der 30 t schwere SU-122 (122-mm-Kanone) und der 45 t schwere SU-152 wurden erstmals in kleineren Stückzahlen eingesetzt, zumal letzterer, auch Sweroboj („Bestiendrescher“) genannt, mit seiner 152-mm-Kanone selbst stärkste deutsche Panzer außer Gefecht setzen konnte.
Ein Novum im Krieg waren die erstmals eingesetzten sowjetischen PTAB-Bomben. Diese Streubomben mit Hohlladung wurden von Schlachtflugzeugen Il-2 abgeworfen und konnten eine große Fläche massenhaft mit kleinen, aber für Panzer tödlichen Geschossen übersäen. Die deutsche Seite musste darauf mit einer Auflockerung ihrer Panzerformationen reagieren.
Erstmals eingesetzt wurde auch das Jagdflugzeug La-5FN und die 57-mm-Panzerabwehrkanone M1943 (SiS-2). Diese war 1941 aus der Produktion genommen worden, da die schwächere 76-mm-Divisionskanone Sis-3 zur Panzerbekämpfung ausreichte, und wurde nun gegen die stärkeren deutschen Panzer wieder produziert.

#### Gefechtstaktik
Entscheidend waren jedoch keinesfalls nur die reinen technischen Vor- und Nachteile der Konstruktionen beider Seiten. Viel wichtiger waren die Erfahrung und ein gutes Zusammenspiel der Panzerbesatzungen sowie ihre operative Führung.
Die sowjetischen Truppen profitierten anders als in der Vergangenheit von der in zwei Kriegsjahren gewachsenen Erfahrung und hatten nach den Erfolgen der letzten Monate auch die Hoffnung, den zuvor als unbesiegbar geltenden Gegner schlagen zu können. Darüber hinaus konnten sowjetische Verbände mit ihrem Verzicht auf eine starre Verteidigung Ausbildungs- und Erfahrungsrückstände gegenüber den in beweglicher Kriegführung überlegenen deutschen Einheiten kompensieren. In späteren Kriegsberichten der deutschen Seite werden sehr häufig die hohe Tapferkeit und unglaubliche Opferbereitschaft der sowjetischen Panzerbesatzungen – auch im Angesicht einer drohenden Niederlage – hervorgehoben. Damit war die psychologische Komponente, die in der Vergangenheit für die Erfolge der „Blitzkrieg“-Durchbruchtaktik und das regelmäßig folgende Zusammenbrechen des Widerstandes überrollter und eingekesselter Einheiten verantwortlich war, zum Zeitpunkt des Beginns von Zitadelle nahezu entwertet. Laut des Referenten für die Auswertung taktischer Kampferfahrungen beim Oberkommando des Heeres Eike Middeldorf mussten die „vollausgerüsteten deutschen Angriffsdivisionen“ hier „das verbissene Ringen des einzelnen russischen Schützen in seinem Deckungsloch, bis zum letzten Atemzug“ erfahren, das maßgeblich zum Scheitern des Unternehmens Zitadelle beitrug.

### Planungen und Ziele der sowjetischen Seite
Der sowjetischen Führung war der Frontbogen um Kursk ebenso wenig entgangen wie der deutschen. Durch intensive Nutzung von Luftaufklärung und den Einsatz von Agenten im deutschen Aufmarschgebiet wurden die Absichten des Gegners bald offensichtlich.
Bereits im März 1943 wurde durch die Stawka, das sowjetische Oberkommando unter direkter Führung Stalins, die grundlegende Absicht festgeschrieben. Danach hatte die Verteidigung des Kursker Frontvorsprungs das Ziel, die immer noch als enorm stark eingeschätzten Angriffskräfte des Gegners deutlich zu schwächen, um dann mit den Hauptkräften der verteidigenden Zentral- und der Woronescher Front, die durch frische Reserven verstärkt werden sollten, die deutsche Hauptgruppierung zu vernichten. Der Schlüssel zu diesem Ziel sollte ein tief gestaffeltes Verteidigungssystem und die Konzentration starker mobiler Reserven im Hinterland sein.
Zur Abwehr der deutschen Offensive begann man zunächst, unter massiver Hinzuziehung der Zivilbevölkerung und von Pionieren, die besonders bedrohten Stellen durch ein tief gestaffeltes Stellungssystem mit insgesamt 5.000 Kilometern Laufgräben, unzähligen Bunkern und Feuerstellungen zu sichern und eine halbe Million Landminen zu legen. Pro Frontkilometer wurden bis zu 2.500 Minen gelegt. Durch die schnell wachsende Vegetation, vor allem ausgedehnte Sonnenblumen- und Kornfelder, waren die Minen im Sommer beim Angriffsbeginn kaum sichtbar.
Die Zentral- und die Woronescher Front wurden in kürzester Zeit personell auf volle Stärke gebracht und bevorzugt mit neuen Waffensystemen ausgerüstet, insbesondere mit Panzerabwehrmitteln und Pioniermaterial. Gleichzeitig wurden hinter dem bis zu 30 Kilometer tiefen statischen Verteidigungssystem große mobile Reserven geschaffen, vor allem aus neu aufgestellten oder erweiterten Panzerverbänden, die mögliche Durchbrüche deutscher Truppen schon im Ansatz abfangen sollten. Die beiden sowjetischen Fronten „Woronesch“ und „Zentral“ verfügten nach neuesten Untersuchungen zu Beginn der Schlacht über rund 1,336 Millionen Soldaten, 3.444 Panzer und etwa 19.000 Geschütze.
Außerdem wurden umfangreiche Reserven im Rücken des Kursker Brückenkopfes konzentriert. Durch die Bildung der neuen Steppenfront unter Marschall Iwan Konew stand eine strategische Reserve zur Verfügung, die nach der erwarteten Kräfteabnutzung des Gegners in der Verteidigung zum Gegenangriff übergehen sollte. Zu diesen Kräften gehörte mit der 5. Garde-Panzerarmee eine der fünf im Frühjahr 1943 neu geschaffenen Panzerarmeen. Befehlshaber war Generalleutnant Pawel Rotmistrow, der maßgeblich an der Konzeption und Umstrukturierung der sowjetischen Panzertruppen in strategische Einsatz- und Offensivverbände beteiligt war.
Einen entscheidenden Vorteil stellte die Kenntnis des Angriffsplans dar. Bis heute ist unklar, ob dieser Vorteil durch klassische Aufklärung im gegnerischen Hinterland, durch einen sowjetischen Spionagering in der Schweiz oder vom britischen Geheimdienst, der den Codeschlüssel einer Heeresversion der deutschen Funkchiffriermaschine Enigma entschlüsselt hatte, geliefert wurde. Vermutlich waren es mehrere Quellen, wobei die mangelhafte deutsche Geheimhaltung, die gerade eine Konzentration des Gegners im „Kursker Bogen“ anstrebte, um möglichst viele Truppen in der geplanten Kesselschlacht zu vernichten, ihren Teil dazu beitrug.
Im Gegensatz zum deutschen Offensivplan, der eine Konzentration der Kräfte in den Angriffsabschnitten vorsah, jedoch die wichtige Verteidigung in den Abschnitten neben den Angriffskeilen in der Praxis nicht sicherstellen konnte und über keine echten operativen Reserven verfügte, setzte die sowjetische Seite bei ihrer Planung auf die quantitative Überlegenheit mit starken Reserven. Es wurden starke Anstrengungen unternommen, um die Qualität der Truppen, insbesondere der Führung der unteren Ebenen, zu verbessern. Der mehrfach verschobene Beginn des Unternehmens „Zitadelle“ sorgte auf diesem Gebiet für deutliche Verbesserungen. Neben der reinen Quantität stand auch die Qualität von Waffen und Ausrüstung im Blickpunkt. So wurde die Truppe beispielsweise verstärkt mit Funkgeräten ausgerüstet, die zur Standardausrüstung jedes deutschen Panzers gehörten. Dennoch bestand auch zu Beginn der Schlacht weiterhin ein deutlicher Qualitätsunterschied zu den deutschen Offensivkräften, insbesondere zu den im Süden aufmarschierten Elitedivisionen von Wehrmacht und Waffen-SS. Die Unterlegenheit des T-34/76 gegenüber fast allen deutschen Modellen, besonders dem kampfwertgesteigerten Panzer IV sowie den neuen Panther und Tiger, führte im Verlauf der Kampfhandlungen zu teilweise verzweifelten und extremen Einsatzgrundsätzen. So wurden die Panzer notgedrungen als stationäre Feuerpunkte eingegraben und damit ihrer stärksten Fähigkeit, der Beweglichkeit, beraubt; oder die Panzer sollten versuchen, mit maximaler Geschwindigkeit die Distanz zum Gegner mit seinen weitreichenden und durchschlagskräftigen Waffen zu überbrücken und in dessen verwundbare Flanke zu gelangen. Letztere Taktik hatte im Gegensatz zu ersterer nur bedingt Aussicht auf Erfolg, da durch den massierten Einsatz und die fehlende Kommunikation zwischen den Panzern Führung und Koordination verloren gingen. Gleichwohl handelte es sich um einen aus dem Bewusstsein der Unterlegenheit geborenen Versuch, die erkannte Schwäche durch Opferbereitschaft in Verbindung mit zahlenmäßiger Überlegenheit wettzumachen.
Mit der Verbesserung der militärischen Fähigkeiten wurden in der Zeit der Vorbereitung auf den Angriff große Anstrengungen zur ideologischen Schulung und Steigerung von Motivation und Kampfmoral der verteidigenden Truppen unternommen. Es wurde insbesondere versucht, jedem Offizier und Soldaten die Bedeutung der kommenden Schlacht und seines ganz persönlichen Einsatzes für den Ausgang des Krieges zu vermitteln und die patriotischen Gefühle zu stärken. Insbesondere sowjetische Publikationen betonen immer wieder die Bedeutung dieses Faktors für den späteren Erfolg. Unbestritten ist: Als der deutsche Angriff begann, traf er auf einen hochmotivierten Gegner.
Den entscheidenden Unterschied zu den deutschen Zielen macht die strategische Anlage der Stawka-Planungen deutlich: Die militärischen Planungen der sowjetischen Seite waren wesentlich weitreichender. Im Gegensatz zum Operationsplan „Zitadelle“ sollte das Auffangen des deutschen Angriffs im „Kursker Bogen“ nur den Auftakt zur weiträumigen strategischen Sommeroperation der sowjetischen Armee bilden, die die anschließende Befreiung großer Gebiete im Norden und Süden des Frontvorsprungs und den Vormarsch bis über den Dnepr beabsichtigte.
Zusammenfassend kann dennoch festgehalten werden, dass auch der sowjetische Plan, der die umfassende Vernichtung deutscher Kräfte beabsichtigte, die eigenen Möglichkeiten überschätzte, vor allem im qualitativen Bereich. Der deutsche Angriffsplan hatte deshalb durchaus Aussicht auf lokalen Erfolg, konnte aber auch bei wohlwollender Betrachtung den endgültigen Übergang der strategischen Initiative auf die sowjetische Armee an der gesamten Ostfront nicht rückgängig machen.

## Verlauf

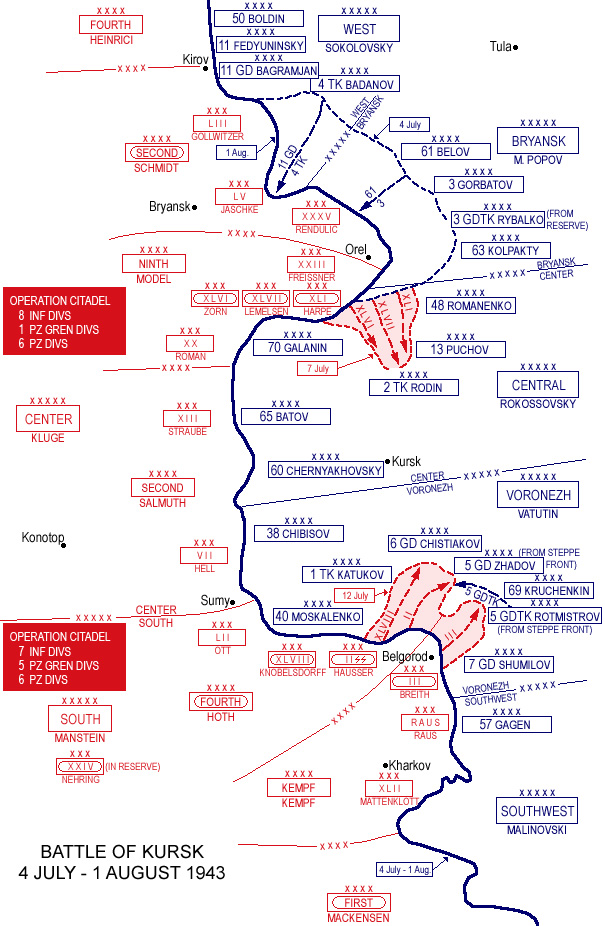
Deutsche und sowjetische Truppen im Kursker Bogen

Am Morgen des 5. Juli 1943 um 1:20 Uhr begann die Rote Armee mit einer umfassenden Artilleriegegenvorbereitung auf die aufgeklärten und vermuteten Bereitstellungsräume der deutschen Truppen. Ein Pionier der 6. Infanterie-Division war beim Räumen einer Minengasse gefangen genommen worden und hatte bei der Vernehmung als Angriffszeitpunkt 2:00 Uhr angegeben. Tatsächlich begann der Angriff um 3:30 Uhr, deshalb befanden sich die Truppen noch nicht in ihren Bereitstellungsräumen. Aus dieser Tatsache und dass in den Kriegstagebüchern der Artillerieschlag kaum bzw. beiläufig erwähnt wird, ziehen neuere Arbeiten die Schlussfolgerung, dass der Artillerieschlag weitgehend wirkungslos blieb und widersprechen damit der in der sowjetischen und teilweise auch der westlichen Literatur bislang vertretenen Auffassung einer teilweise sogar schlachtentscheidenden Wirkung des Artillerieschlags. Auf der Südseite zum Beispiel führte die Zerstörung einer Brücke nur zu einer kurzfristigen Verzögerung des Angriffs des III. Panzerkorps.

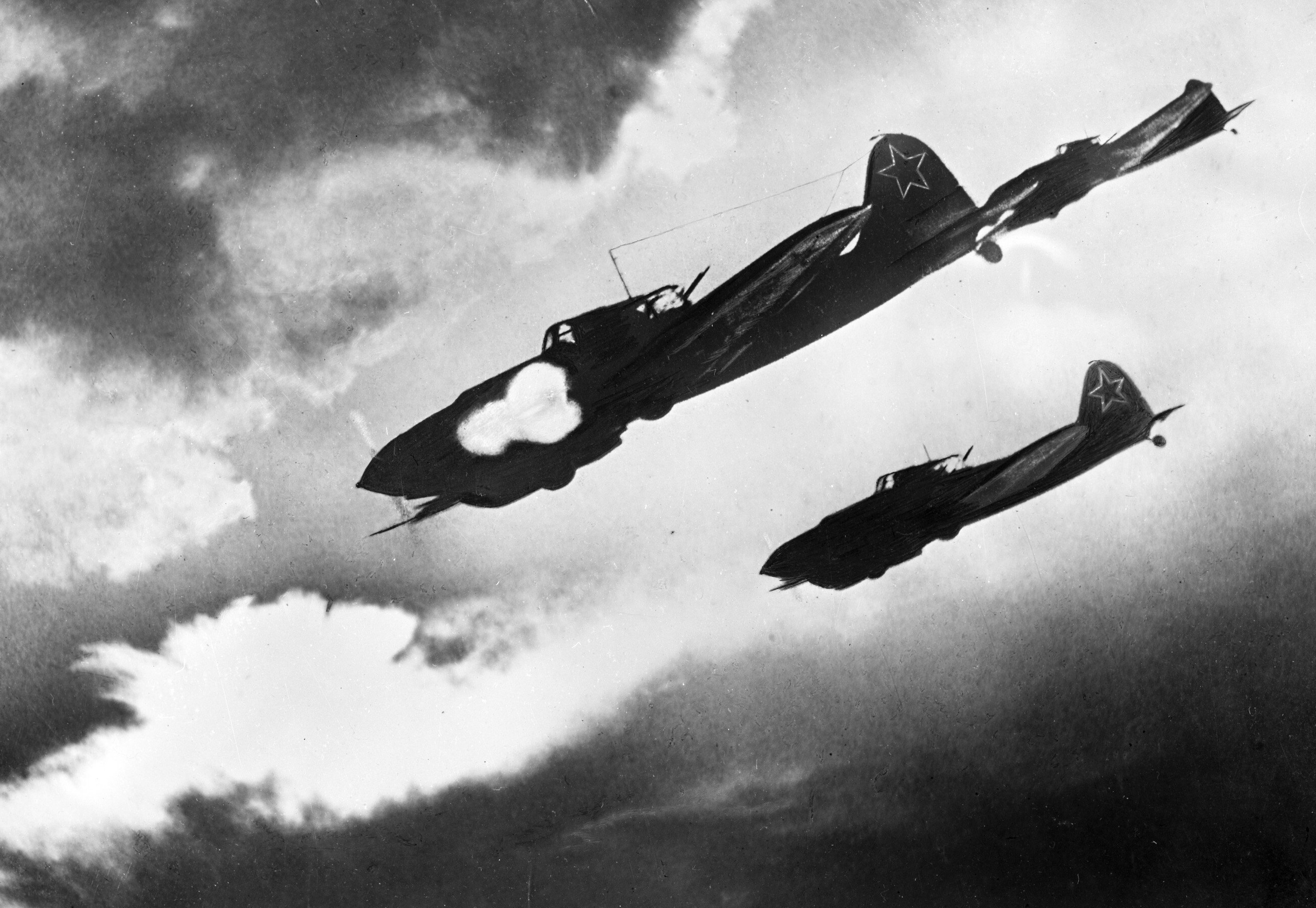
Sowjetische Il-2-Schlachtflugzeuge während der Schlacht um Kursk

Die sowjetische Luftwaffe griff kurz vor dem geplanten Start der deutschen Flugzeuge deren Flugplätze mit Schlachtflugzeugen und Jagdflugzeugen an. Da die sowjetischen Flugzeuge von einem weitreichenden Radargerät vom Typ Freya geortet wurden, konnten die deutschen Jäger, anders als im Einsatzplan vorgesehen, vor den Bombern starten. Es kam zu einer gewaltigen Luftschlacht. Am ersten Kampftag gingen etwa 300 sowjetische und 56 deutsche Flugzeuge verloren. Für die hohen sowjetischen Verluste waren die technische Unterlegenheit der Flugzeuge und die mangelhafte Taktik verantwortlich. Da die Deutschen weit mehr Einsätze flogen als der Gegner, wurde die zahlenmäßige Unterlegenheit ausgeglichen. So flog die Luftwaffe am 5. Juli im Norden des Schlachtfeldes 2100 Einsätze gegenüber 1670 sowjetischen Einsätzen. Die Luftwaffe konnte über Teilen des Schlachtfeldes die Luftherrschaft erringen und auch die Ju 87 effektiv einsetzen.
Zu nennenswerten Ausfällen auf deutscher Seite kam es bei den beiden sowjetischen Präventivschlägen am Morgen des 5. Juli jedoch nicht. Die deutschen Truppen konnten an diesem Tag im Kampfgebiet 425 feindliche Flugzeuge abschießen bei Verlust von 36 eigenen Maschinen.
Beim Unternehmen Zitadelle konnte die deutsche Luftwaffe das letzte Mal im Zweiten Weltkrieg die Luftherrschaft erringen. Die deutschen Flugzeuge wurden gegen die sowjetischen Artilleriestellungen eingesetzt und führten dazu, dass erstmals seit Beginn des Deutsch-Sowjetischen Krieges eine Offensive nicht durch Luftangriffe auf die Nachschublinien, Eisenbahnen, Hauptquartiere und besonders Flugplätze eröffnet wurde.

### Nordseite
Der Angriff der 9. Armee unter Generaloberst Model auf die bis zu 30 Kilometer tief gestaffelte Verteidigung der Zentralfront unter Marschall Konstantin Rokossowski begann um 3:30 Uhr. Das XXXXVI., XXXXVII. und XXXXI. Panzerkorps traten zum Durchbruch an. Pioniere, Infanterie und Artillerie versuchten, eine Bresche in die Verteidigung zu schlagen, in die dann die Panzer vorstoßen sollten. Der Angriff traf von Beginn an auf einen zähen und verbissenen Widerstand und ein nie dagewesenes Artilleriefeuer. Auf der Nordseite ging die sowjetische Zentralfront das Risiko des Verlustes von riesigen Munitionsbeständen bei einem Durchbruch ein und lagerte bis zu 5 Kampfsätze direkt neben den Geschützen. Ein Kampfsatz für eine Armee wog 20.000 Tonnen. Nach sowjetischen Angaben gab es in der Kriegsgeschichte nie einen derartig hohen Munitionseinsatz wie bei der 13. Armee, die 4 Kampfsätze verschoss.

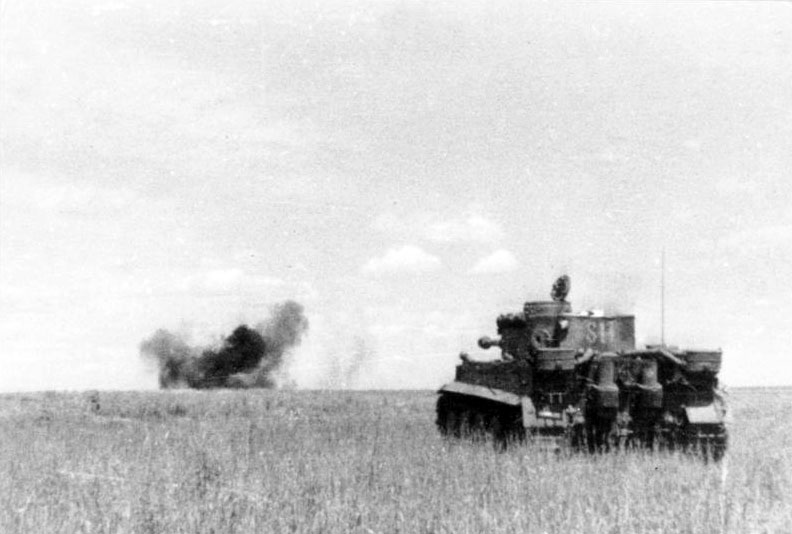
Tiger-Panzer im Kampf

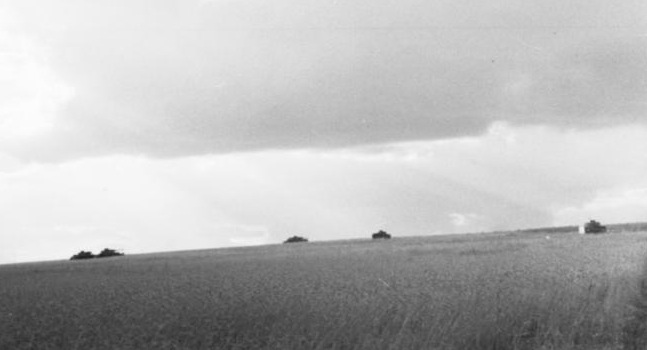
Dichte Wolken und Regen behindern die Bewegungsfähigkeit der Truppen

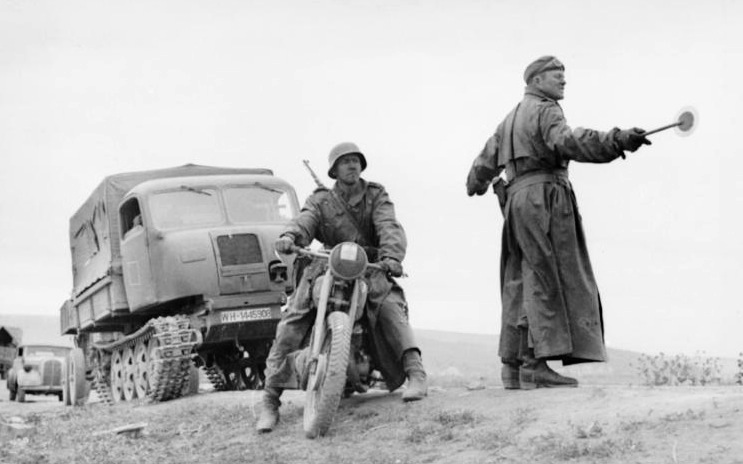
Fahrzeug vom Typ Raupenschlepper Ost beim Vormarsch

Am Abend des 5. Juli waren die deutschen Angriffsspitzen dennoch auf einer Breite von 15 Kilometern bis zu acht Kilometer tief in den ersten Verteidigungsstreifen eingebrochen. Beide Seiten verzeichneten hohe Verluste. Rokossowski entschloss sich umgehend zu einem massiven Gegenangriff, der am Morgen des 6. Juli im Zusammenwirken von Artillerie, Fliegerkräften und Bodentruppen gegen das deutsche XXXXVI. Panzerkorps begann und erste Erfolge zeigte. Model setzte nun seinerseits die 2. und 9. Panzer-Division sowie die schwere Panzer-Abteilung 505 ein, wodurch es im Gebiet zwischen Ponyri und Soborowka zu einer Konzentration von mehr als 1000 Panzern auf deutscher Seite kam. Dennoch kam der deutsche Angriff nur im Schritttempo voran, da Rokossowski, dessen Kräfte nun ins Hintertreffen zu geraten drohten, ebenfalls weitere Reserven in das Gefecht warf.
Nachdem der Kampf am Abend des 6. Juli zu einem vorläufigen Ende gekommen war, befahl Rokossowski seinen Kräften, zur Verteidigung überzugehen; ein großer Teil der Panzer war einzugraben und als feste Feuerpunkte zu verwenden, denn zwei Panzerbrigaden hatten in kürzester Zeit die Masse ihrer Panzer während der Gefechte mit Tigern der schweren Panzer-Abteilung 505 verloren. Zwischenzeitlich führte er weitere Reserven heran und verstärkte seine Linien.
Models Stab war vom langsamen Vorankommen und dem Widerstand der sowjetischen Truppen überrascht. Man entschied sich daher bereits jetzt, die Kampfverbände des ersten Schlags mit Kräften zu verstärken, die eigentlich für die Phase nach dem geplanten Durchbruch in Richtung Kursk vorgesehen waren. Neben der 18. Panzer-Division und der 4. Panzer-Division, die bereits in direkter Frontnähe konzentriert waren, ergingen Marschbefehle an die 12. Panzer-Division, die 10. Panzergrenadier-Division und die 36. motorisierte Division, die sich im Gebiet südlich von Orjol bereithielten. Trotz der Erfahrungen der ersten beiden Angriffstage hoffte das Oberkommando der 9. Armee, den von der sowjetischen 13. Armee gehaltenen zweiten Verteidigungsstreifen am 7. Juli durchstoßen zu können. Ihm entging dabei die weiter fortschreitende Kräftekonzentration der Roten Armee an diesem Frontabschnitt, die einen Durchbruch um jeden Preis verhindern wollte.

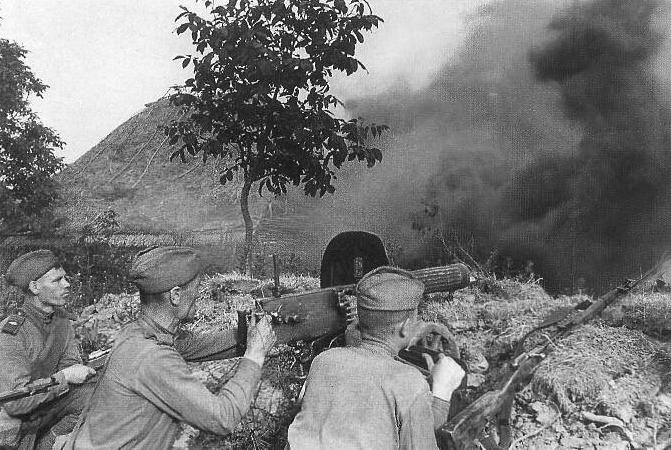
Sowjetische Infanterie mit Maxim-Maschinengewehr

Am Morgen des 7. Juli begann der massierte Angriff des XXXXI. und XXXXVII. Panzerkorps. Mehr als 400 Panzer und vier Infanteriedivisionen stießen entlang der Bahnlinie zwischen Ponyri und Olchowatka vor. Ziel der Attacke war der Bahnhof von Ponyri, ein für beide Seiten entscheidender Verkehrsknotenpunkt der Region. Der Angriff traf auf zähen Widerstand und kam erneut nur schrittweise voran. Die sich langsam durch die gestaffelten Minenfelder vortastenden deutschen Truppen blieben häufig in den sich mehrfach überlappenden Schussfeldern sowjetischer Panzerabwehrtrupps und im schweren Artilleriefeuer vor der zweiten Verteidigungslinie der Zentralfront liegen. Am Nachmittag näherten sich die Angreifer von drei Seiten Ponyri, konnten den Widerstand der Verteidiger am Ortsrand jedoch noch nicht brechen. Beide Seiten führten nun weitere Verstärkungen heran. Nach heftigen Kämpfen und hohen Verlusten kontrollierten die deutschen Truppen die Hälfte von Ponyri. Innerhalb des Ortes – der in der Nachbetrachtung von Zeitzeugen auch als das „Stalingrad“ bei Kursk bezeichnet wurde – entwickelten sich harte und verbissene Kämpfe um jedes Haus, jede Mauer und jeden Graben. Trotz hoher Verluste dachte keine Seite an einen Rückzug.
Models Hauptaugenmerk galt Olchowatka. Die höhergelegene Gegend bot ein günstiges Gelände für die überlegenen deutschen Panzer. Die Eroberung sollte den endgültigen Durchbruch in Richtung Kursk und die geplante Vereinigung mit den an der südlichen Flanke angreifenden Kräften von Mansteins ermöglichen. Das XXXXVII. Panzerkorps mit der 2. und 20. Panzer-Division in der Spitze stieß in dieser Richtung vor. Rokossowski hatte dieses Vorgehen erkannt und seine Kräfte an diesem Abschnitt unter anderem mit zwei weiteren Panzerkorps der 2. Panzerarmee verstärkt, die nun Gegenangriffe ausführten. Nach heftigen Kämpfen, zahllosen Angriffen und Gegenangriffen blieb der deutsche Angriff stecken. Auch der Einsatz der schweren Panzer-Abteilung 505 brachte nicht den erhofften Erfolg.
Am Abend des 7. Juli hatten die deutschen Angreifer zwar unter hohen Verlusten Raum gewonnen, waren aber erneut nicht in der Lage gewesen, einen Durchbruch zu erzielen. Mehr noch, die vorgestoßenen Divisionen sahen sich ständigen Gegenangriffen ausgesetzt, wobei insbesondere die hinter den Verteidigern massiert konzentrierte sowjetische Artillerie stetige Verluste verursachte. Es fehlte vor allem, anders als noch an den ersten beiden Tagen der Offensive, an Luftüberlegenheit, die im Verlauf des 7. Juli an die Rote Armee verloren ging. Die 9. Armee verzeichnete 10.000 Ausfälle während der ersten drei Tage. Lediglich 5000 Mann Ersatz erreichten die kämpfenden Truppen. Ähnlich schlecht sah die Ersatzsituation bei den vernichteten und ausgefallenen Panzern aus.
Dessen ungeachtet plante die Führung der 9. Armee einen erneuten Angriff für den 8. Juli und führte weitere Reserven heran. Drei Infanteriedivisionen und 400 Panzer wurden westlich von Ponyri konzentriert. Auch die sowjetische Seite gruppierte ihre Kräfte um und verstärkte ihre Stellungen mit weiteren Reserven.
Der Morgen des 8. Juli begann mit einer massiven Artillerievorbereitung und dem gezielten Einsatz von Sturzkampfbombern gegen sowjetische Artilleriestellungen. Diese Bemühungen hatten jedoch nur wenig Erfolg gegen die gut eingegrabenen sowjetischen Verteidiger. Die unmittelbar danach vorrückenden deutschen Panzer stießen erneut auf heftigsten Widerstand. Trotz der zurückgewonnenen Luftherrschaft erzielten die Angreifer keine nennenswerten Erfolge. Oftmals tobten stundenlange, verlustreiche Kämpfe um einzelne Geländepunkte, die mehrfach den Besitzer wechselten. Ein kleiner Erfolg für die Deutschen bahnte sich bei Teploe an. Nach heftigen Kämpfen und Angriffen mit Wellen von 60 bis 80 Panzern eroberten die Panzerdivisionen die Stadt. Die sowjetische Zentralfront schloss die drohende Lücke in der Front jedoch umgehend wieder. Auch in Ponyri tobten wieder heftige Infanteriekämpfe. Nachdem die sowjetischen Truppen den Ort zeitweise hatten zurückerobern können, teilten sich am Abend des 8. Juli beide Seiten erneut die Kontrolle.
Model erkannte nach den gescheiterten Durchbruchsversuchen die festgefahrene Situation. Seinen Truppen war es nicht möglich, die gesteckten Ziele ohne weitere Reserven zu erreichen. Die Kräfte der 9. Armee waren bereits über die Maßen beansprucht. Ersatz war nicht verfügbar. Dennoch plante er nach Rücksprache mit dem Oberkommando der Heeresgruppe Mitte, das einen Misserfolg nicht akzeptieren wollte, für den nächsten Tag eine Wiederaufnahme des Angriffs. Das Kriegstagebuch des XXXXVI. Panzerkorps führte „das langsame Vordringen der Angriffsdivisionen und ihre dabei zum Teil schweren Verluste“ auf „den ungewöhnlichen hohen Einsatz der feindlichen Artillerie und Granatwerfer sowie auf den Einsatz der feindlichen Panzer“ zurück.
Am 9. Juli legten Models Verbände eine Pause ein, um sich umzugruppieren. Nach heftigen Gegenangriffen der Roten Armee an allen Abschnitten der nördlichen Stoßgruppe sahen sich die Angreifer vielfach in der Rolle des Verteidigers. Der ursprünglich geplante und für den Erfolg des Unternehmens Zitadelle erforderliche schnelle Durchbruch durch die Verteidigung der Zentralfront war nicht in Sicht. Es drohte ein Stellungskrieg und somit eine für beide Seiten verlustreiche Abnutzungsschlacht, in der die deutschen Kräfte gegenüber den zahlenmäßig stärkeren Truppen der Roten Armee zwangsläufig unterliegen mussten.
Auch der 10. Juli brachte keine Veränderung der Situation. Die deutschen Truppen blieben in der gut gestaffelten Verteidigung liegen. Sie mussten sich permanenter Gegenangriffe der sowjetischen Seite erwehren, die nun ihrerseits offensiver agierte. Das Verlangen Models nach weiteren Truppen wurde angesichts der Ereignisse auf anderen Kriegsschauplätzen, insbesondere der in der Nacht zum 10. Juli erfolgten Landung der Alliierten auf Sizilien, von Hitler abgelehnt.
Model war im Begriff, seine Kräfte für eine Fortsetzung des Angriffes umzugruppieren, als die Rote Armee am 11. Juli nun ihrerseits zum Angriff auf die zum Stehen gekommenen Divisionen der 9. Armee überging. Anders als erhofft, verzeichnete jedoch auch sie trotz verlustreicher Auseinandersetzungen keine Erfolge. Angesichts der hohen Verluste und der ebenfalls angespannten Kräftesituation der Zentralfront begnügte sich Rokossowski nach Rücksprache mit der Stawka vorerst mit dem erfolgreich vereitelten Angriff und ordnete seinerseits den Stopp größerer Gegenangriffe an.
Das Oberkommando der Roten Armee löste nun die langfristig vorbereitete Operation Kutusow im nördlich gelegenen Frontvorsprung um Orjol aus. Damit entstand neben dem Durchstoß durch die schwachen deutschen Kräfte hindurch in diesem Gebiet auch für die vorgestoßenen Kräfte der 9. Armee die Gefahr einer großräumigen Einkesselung. Die Operationen auf der Nordseite des Kursker Bogens waren damit auch für die letzten Optimisten im OKW, die noch an einen Erfolg glaubten, offensichtlich gescheitert.

### Südseite

Vormarsch der deutschen Truppen im Süden Kursks

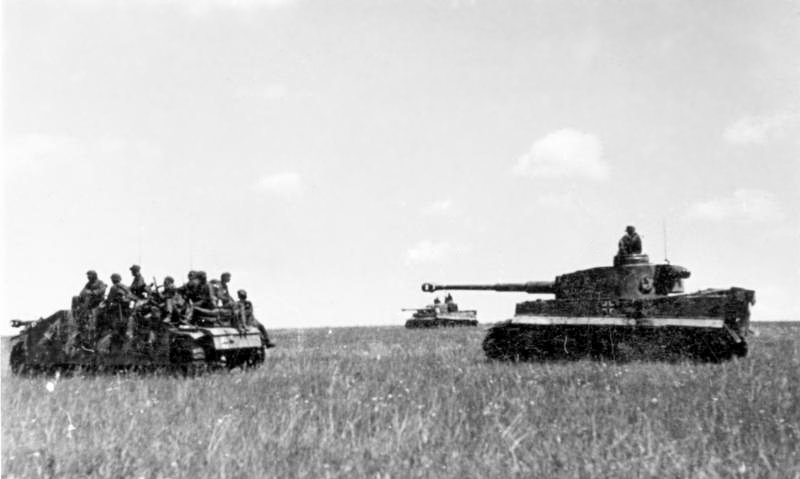
Waffen-SS-Tiger und Sturmgeschütze mit aufgesessener Infanterie

Im südlichen Abschnitt des Frontvorsprungs konzentrierte Generalfeldmarschall Manstein, Befehlshaber der Heeresgruppe Süd, eine starke Angriffsstreitmacht im Raum Belgorod. Hierzu gehörte der stärkste Verband im Kursker Frontbogen, die 4. Panzerarmee unter Generaloberst Hoth. Sie vereinte drei Korps: Das LII. Armeekorps (57., 255. und 332. Infanterie-Division), das XXXXVIII. Panzerkorps (167. Infanterie-Division, Panzergrenadier-Division „Großdeutschland“, 3. und 11. Panzer-Division, Panzerbrigade 10 [die einzige Einheit mit „Panthern“], Panzer-Regiment 39, Sturmgeschütz-Abteilung 911) sowie das II. SS-Panzerkorps (SS-Divisionen „Totenkopf“, „Das Reich“ und „Leibstandarte SS Adolf Hitler“). Den Hauptstoß sollte das XXXXVIII. Panzerkorps führen.
An der rechten Flanke der 4. Panzerarmee operierte die Armeegruppe Kempf, bestehend aus drei Korps: Dem III. Panzerkorps (168. Infanterie-Division, 6. 7. und 19. Panzer-Division, schwere Panzerabteilung 503, Sturmgeschützabteilung 228), Korps Raus (106. und 320. Infanterie-Division, Sturmgeschützabteilung 905, später verstärkt durch die 198. Infanterie-Division) und dem XVII. Armeekorps (282., 39. und 161. Infanterie-Division, schwere Panzerjagdabteilung 560).

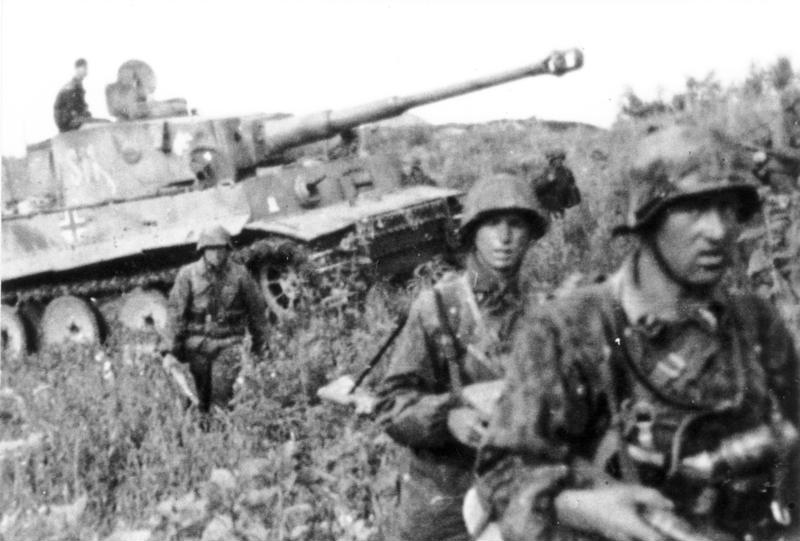
Soldaten der Waffen-SS-Division „Das Reich“ in Begleitung eines Tiger-Panzers

Manstein ließ diese Kräfte in Zusammenarbeit mit dem VIII. Fliegerkorps der Luftflotte 4 am 5. Juli gegen 5:00 Uhr angreifen. Das bereits angeschlagene III. Panzerkorps und das Korps Raus blieben auf der rechten Flanke in ständigem Artillerie- und Panzerabwehrkanonen-Feuer in der Verteidigung des Gegners stecken und wurden dann so stark durch Gegenangriffe bedrängt, dass sie hinter ihren Plänen zurückblieben. Die Kräfte der 4. Panzerarmee, insbesondere das II. SS-Panzerkorps, hatten mehr Erfolg.
Das sowjetische Stellungssystem erwies sich an der Südseite gegenüber dem konzentrierten Angriff als schwächer als auf der Nordseite, da man den Schwerpunkt des deutschen Angriffs im Norden erwartet hatte. Auch die von der sowjetischen Seite durchgeführten massiven Luftangriffe blieben weitgehend erfolglos. Anders verhielt es sich bei den deutschen Luftstreitkräften, die auf dem Gefechtsfeld eng mit den vorrückenden Stoßverbänden zusammenwirkten und maßgeblichen Anteil an dem schnellen Durchbruch hatten. Entscheidend waren neben der koordinierten Luftunterstützung, die an der Nordseite weitgehend fehlte, der massive Einsatz von Artillerie und der konsequente Einsatz von Kräften, die zu den erfahrensten deutschen Verbänden gehörten.
Die Verbände der 4. Panzerarmee unter Generaloberst Hoth durchstießen die ersten sowjetischen Verteidigungsstellungen der sowjetischen 6. Garde-Armee und vernichteten dabei auch die zu deren Unterstützung vorgeschobenen Artillerie-Abteilungen der 1. Panzerarmee. Das unterstellte II. SS-Panzerkorps überwand die mehrfach gestaffelten Verteidigungsstellungen und schlug dabei Gegenangriffe sowjetischer Reserven zurück. Obwohl das SS-Panzerkorps an der rechten Flanke aufgrund der fehlenden Deckung durch das zurückbleibende III. Panzerkorps ständig attackiert wurde, stand es bereits am 10. Juli vor dem vermeintlichen Durchbruch zu seinem Angriffsziel Kursk und stieß am 11. Juli bis drei Kilometer vor Prochorowka vor. Das XXXXVIII. Panzerkorps musste sich dagegen wiederholter Flankenangriffe erwehren und dazu Kräfte entgegen der Stoßrichtung nach hinten verlagern. Die geplanten Gegenangriffe der Verteidiger in die tiefen Flanken der angreifenden Panzerkeile blieben nicht wirkungslos, konnten die deutschen Angriffsspitzen jedoch nicht wie geplant entscheidend schwächen. Nach den Erinnerungen des Generalstabschefs des XXXXVIII. Panzerkorps Friedrich Wilhelm von Mellenthin war am 5. Angriffstag klar, dass „dem deutschen Angriff das Rückgrat gebrochen worden und sein Schwung verlorengegangen war“.
Angesichts des unerwartet schnellen Durchbruchs durch das 1. und 2. Verteidigungssystem legte der Oberbefehlshaber der südlichen Woronesch-Front, Generaloberst Watutin, am 9. Juli einen Plan vor, um den deutschen Angriffskeil durch Stoß in dessen tiefe Flanken abzuschneiden und zu vernichten. Die 1. Panzerarmee, die sich bereits seit Beginn der Offensive in der Verteidigung befand und dabei starke Verluste erlitten hatte, sollte von Westen aus, die aus der Reserve über eine längere Strecke eilig herangeführte und um weitere zwei Panzerkorps verstärkte 5. Garde-Panzerarmee von Osten angreifen.

#### Panzerschlacht bei Prochorowka

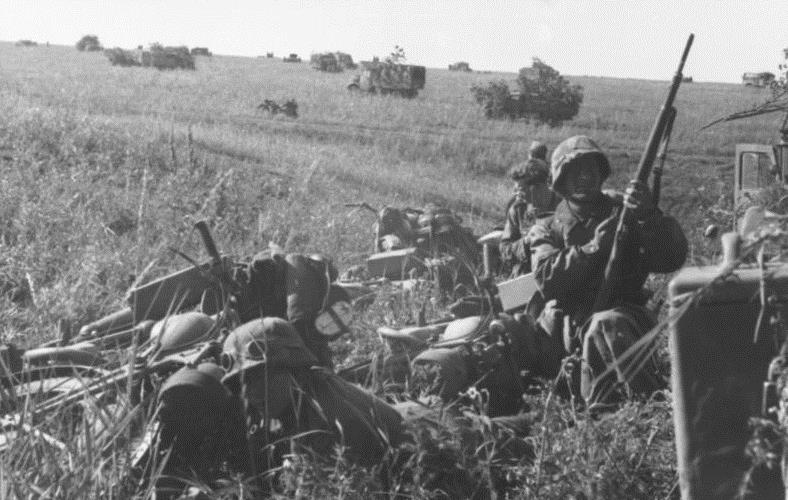
Deutsche Kradschützen in Deckung bei Prochorowka

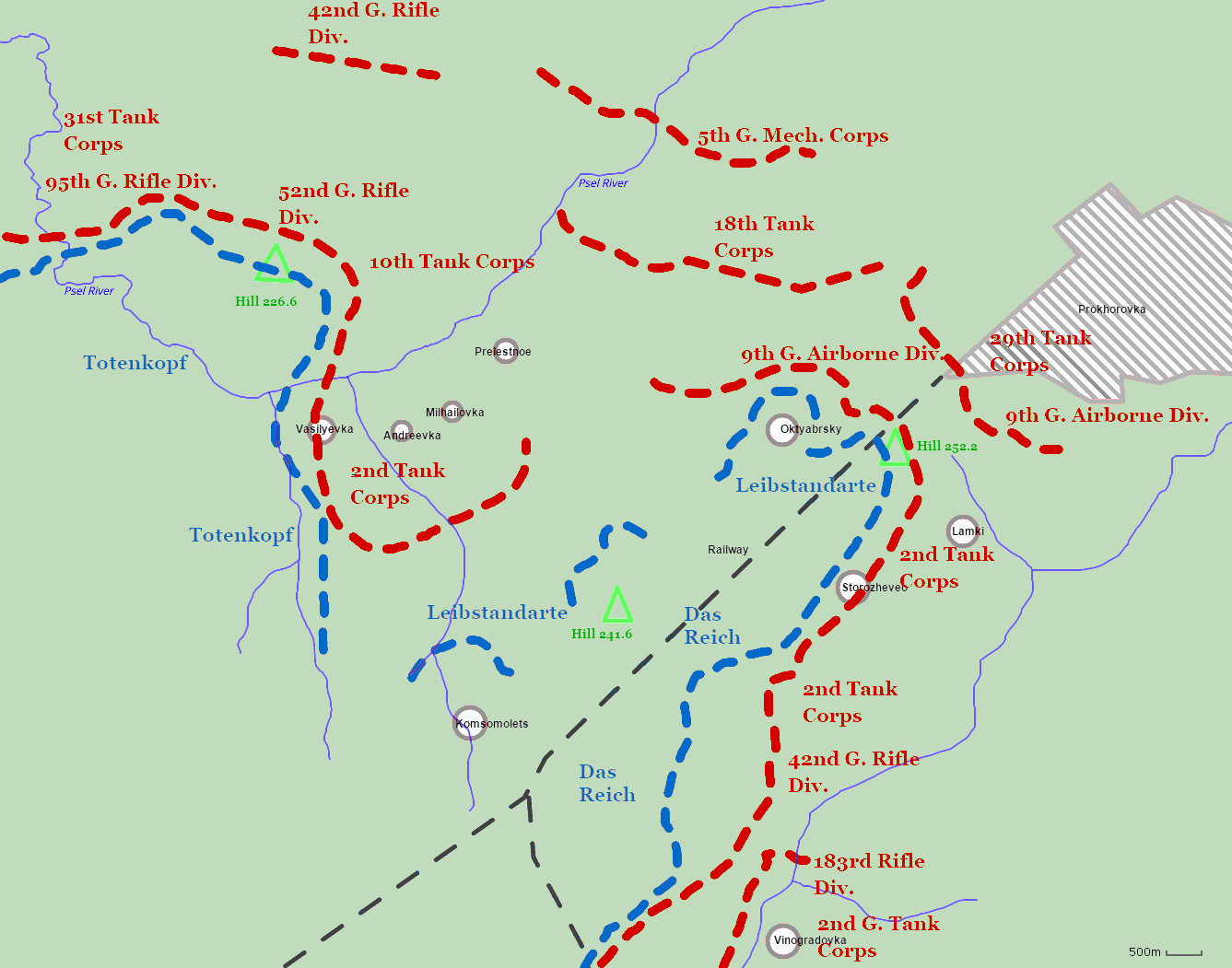
Positionen sowjetischer und deutscher Verbände am Vorabend der Panzerschlacht bei Prochorowka

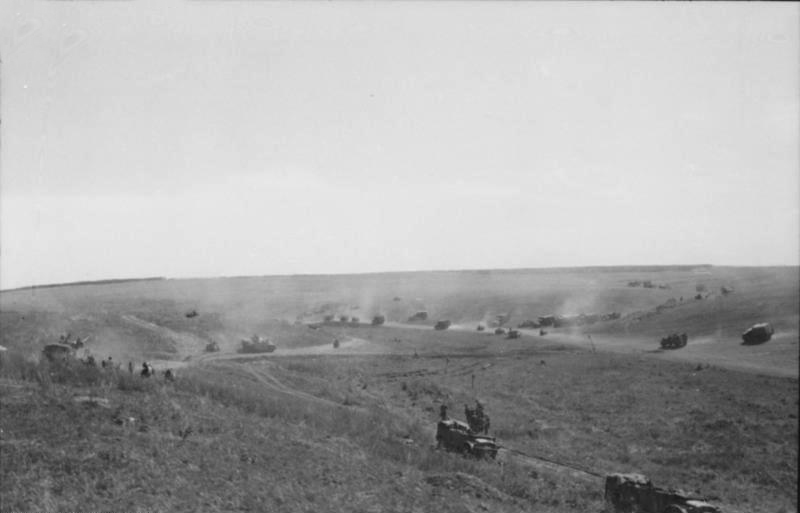
Fahrzeuge des II. SS-Panzer-Korps beim Vorstoß in Richtung Prochorowka am 11. Juli 1943

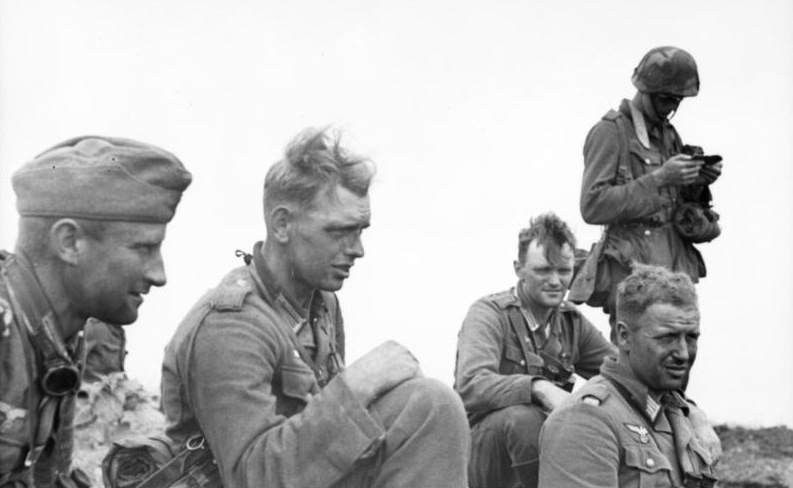
Erschöpfte deutsche Soldaten während einer Kampfpause bei Prochorowka

Das II. SS-Panzerkorps hatte mit seinen Panzergrenadier-Divisionen Leibstandarte, Totenkopf und Das Reich die sich heftig verteidigende sowjetische 5. Gardearmee bis auf den Ortsrand von Prochorowka zurückgeworfen. Angesichts dieser Entwicklung beschloss der Befehlshaber der 5. Garde-Panzerarmee, Generalleutnant Rotmistrow, am Abend des 11. Juli einen Gegenangriff am nächsten Morgen, um die drohende Einschließung von Prochorowka und den endgültigen Durchbruch der deutschen Divisionen in die ungeschützte Tiefe zu verhindern. Er verfügte zu diesem Zeitpunkt über 793 Panzer und 57 Sturmgeschütze, darunter viele veraltete T-70. Im Wissen um die überlegene Panzerung und Bewaffnung der neuen deutschen Panzer wurde der Befehl ausgegeben, mit hoher Geschwindigkeit anzugreifen, um eine Schussentfernung von 500 m und weniger zu erreichen. Außerdem sollten jeweils mehrere Panzer als Gruppe einen Gegner, insbesondere die gefürchteten Tiger, in der Nahdistanz attackieren.
Am Morgen des 12. Juli begann der heftige Gegenangriff auf die Stellungen des II. SS-Panzerkorps vor Prochorowka. Die sich daraus entwickelnde Schlacht gilt als Schauplatz des größten Panzergefechts der Geschichte. Hier sollen 900 sowjetische Panzer der sowjetischen 5. Garde-Panzerarmee auf 600 deutsche Panzer getroffen sein. Die Schlacht wurde im Nachhinein insbesondere von der sowjetischen Propaganda sowie in Kriegs- und Memoirenliteratur zum entscheidenden Sieg verklärt. Neuere Erkenntnisse lassen jedoch darauf schließen, dass es sich nur um mehrere kleinere Panzergefechte gehandelt hat, schon allein deshalb, weil auf deutscher Seite in diesem Abschnitt insgesamt wesentlich weniger als die behaupteten 600 Panzer verfügbar waren. Außergewöhnlich waren aber die hohen Verluste der Panzertruppen der 5. Garde-Panzerarmee gegenüber den deutschen Panzern, die sich, anders als später behauptet, überwiegend in stationären Positionen befanden.
Die sowjetischen Panzer griffen mit hohem Tempo und aufgesessener Infanterie an, um die höheren Durchschlagsleistungen der deutschen Panzergeschütze zu unterlaufen und in den Nahkampf zu kommen.
Vor den Stellungen der II. Panzer-Abteilung der Division Leibstandarte kam es zum größten Zusammentreffen. Nach Berichten deutscher Kampfteilnehmer sollen bereits bei der Annäherung sehr viele sowjetische Panzer in dem für die Verteidiger günstigen Gelände abgeschossen worden sein. Viele der angreifenden Panzer hätten sich auch gegenseitig behindert und in der Enge sogar gerammt. Einen entscheidenden Ausschlag zu Ungunsten der sowjetischen Truppen gab dann ein in einer Senke befindlicher, zuvor aufgegebener eigener Panzergraben, der offensichtlich bei der Planung des Angriffs durch das sowjetische 29. Panzerkorps nicht berücksichtigt worden war und hinter dem sich die deutschen Panzer der Leibstandarte aufgereiht hatten. Bei dem vergeblichen Versuch, dieses Hindernis am einzigen Übergang zu überwinden, wurden die angreifenden sowjetischen Panzer zu leichten Zielen. Viele stürzten sogar in den Graben und überschlugen sich. Es entwickelten sich heftige Nahkämpfe, bei denen nach den Erinnerungen des SS-Grenadiers der Leibstandarte Kurt Pfötsch die Panzer sich auf engsten Raum gegenseitig umkurvten. Er berichtet auch, dass sowjetische Panzer, oft brennend, versuchten, die Tiger zu rammen, um mit ihnen in die Luft zu fliegen. Rudolf von Ribbentrop, Sohn des Außenministers Joachim von Ribbentrop, wurde mit dem Ritterkreuz des Eisernen Kreuzes ausgezeichnet, weil er als Kompanieführer der SS-Panzergrenadier-Division LSSAH einen Frontalangriff von 150 sowjetischen T-34 bei Prochorowka aufhalten konnte.
Rotmistrow warf daraufhin stetig neue Kräfte in den Frontabschnitt, diese erlitten jedoch wegen ihres bedingungslosen Einsatzes hohe Verluste und erzielten keine Geländegewinne. Gegen Mittag des 12. Juli brach er den Angriff ab und ging mit seinen verbliebenen Kräften an den Ausgangsstellungen zur Verteidigung über. Die 5. Garde-Panzerarmee verlor in den Gefechten an diesem Tag mehr als 200 Panzer und gab am 16. Juli 3597 Gefallene an. Hinzu kamen noch einmal so viele Verwundete. Das SS-Panzerkorps meldete für diesen Tag 120 abgeschossene Feindpanzer. Dagegen standen vergleichsweise geringe deutsche Verluste. Deutsche Archivdaten belegen, dass das gesamte II. SS-Panzerkorps am 12. Juli 1943 insgesamt nur vier Panzer IV an Totalverlusten verlor. Da die deutsche Seite nach der Schlacht das Gefechtsfeld beherrschte, gibt diese Zahl einen verzerrten Eindruck des unmittelbaren Ergebnisses des Gefechtes. Die Zahl zerstörter Panzer war auf deutscher Seite auch darum so niedrig, weil abgeschossene Panzer abgeschleppt und instand gesetzt werden konnten, im Gegensatz zur sowjetischen Seite. David M. Glantz gibt die Verluste des SS-Panzerkorps mit 60 bis 70 Panzern an. Karsten Heinz Schönbach ermittelt 153 „ausgefallene“ Panzer und Sturmgeschütze und weist darauf hin, dass das SS-Panzerkorps seine Angriffe in den nächsten Tagen nicht mehr erneuern konnte.
Neuere russische Untersuchungen halten fest, dass es der 5. Garde-Panzerarmee trotz hoher Verluste nicht gelungen war, den gestellten Auftrag zu erfüllen. Nach der Schlacht soll Stalin, so der russische Historiker Swerdlow, erwogen haben, Panzergeneral Rotmistrow abzusetzen und vor Gericht zu stellen, gefährdeten doch die hohen Verluste die Planungen für die nachfolgende Offensive auf Charkow. Die propagandistische Verklärung der Schlacht bei Prochorowka zum Sieg der sowjetischen Panzertruppen bewahrte Rotmistrow jedoch vor diesem Schicksal. Für den internen Dienstgebrauch stellte eine eigens einberufene Untersuchungskommission lediglich die schlechte Planung und Durchführung des Unternehmens fest.
Die Angriffe der sowjetischen 1. Panzerarmee im Bereich des XXXXVIII. Panzerkorps am 12. Juli blieben ebenfalls erfolglos, so dass auch diese Kräfte zur Verteidigung übergehen mussten, statt wie geplant die deutschen Divisionen mit tiefen Angriffsoperationen abzuschneiden und zu vernichten.
Die deutschen Offensivkräfte behaupteten an dieser Stelle zunächst das Schlachtfeld und hatten ihre Angriffsfähigkeit nicht entscheidend eingebüßt. Der heftige sowjetische Gegenangriff war dagegen unter großen Verlusten gescheitert. Manstein wollte nun zum Durchbruch weitere Truppen aus der unter „Führervorbehalt“ stehenden Reserve der Heeresgruppe Süd – das XXIV. Panzerkorps mit der SS-Panzergrenadier-Division „Wiking“ sowie der 17. und 23. Panzer-Division – für den Durchbruch gegen die angeschlagenen Verteidiger einsetzen. Dies wurde ihm allerdings von Hitler angesichts der prekären Entwicklung am nördlichen Frontabschnitt, in dem durch die Orjol-Gegenoffensive der Roten Armee eine Einkesselung der vorgestoßenen Kräfte der Heeresgruppe Mitte drohte, untersagt. In seinen Memoiren vertrat Manstein später die Meinung, mit diesen Truppen wäre zumindest auf der Südseite ein Teilerfolg möglich gewesen. Es muss allerdings bezweifelt werden, ob sich ein Durchbruch in den freien Raum in operativer oder gar strategischer Hinsicht entscheidend ausgewirkt hätte. Selbst wenn es gelungen wäre, die an dieser Stelle angeschlagenen sowjetischen Truppen einzukesseln und zu vernichten – ein nicht zu unterschätzender Erfolg, betrachtet man die nachfolgenden Einsätze der beiden sowjetischen Panzerarmeen (1. und 5. Garde) –, drohte eine Auseinandersetzung mit weiteren Truppen der strategischen Stawka-Reserve. Letztlich hätten die vorgestoßenen deutschen Verbände aber ungeachtet potentieller Erfolge in jedem Fall aufgrund der angelaufenen Großoffensive der Roten Armee eher früher als später zurückgenommen werden müssen. Manstein wurde es jedoch trotzdem gestattet, am rechten Flügel eine begrenzte Angriffsoperation („Roland“) durchzuführen. Nach leichten Geländegewinnen schloss das III. Panzerkorps zum II. SS-Panzerkorps auf; die Befehle zur Herauslösung der Kernverbände machten jedoch eine Fortsetzung der Angriffs-Operationen unmöglich.
Karsten Heinz Schönbach und Roman Töppel führen eine Debatte darüber, ob die Kämpfe im Raum Prochorowka, als Schlacht oder Gefecht zu bezeichnen sind. Während Töppel auf die russische Definition verweist, und von einer Schlacht spricht, wendet Schönbach ein, dass die deutsche Definition eines Gefechtes gelten müsse, wie es auch Ernst Klink tut.

Frontverlauf beim Abbruch des Unternehmens Zitadelle, 12. Juli 1943

### Legende vom Abbruch wegen der Landung in Sizilien

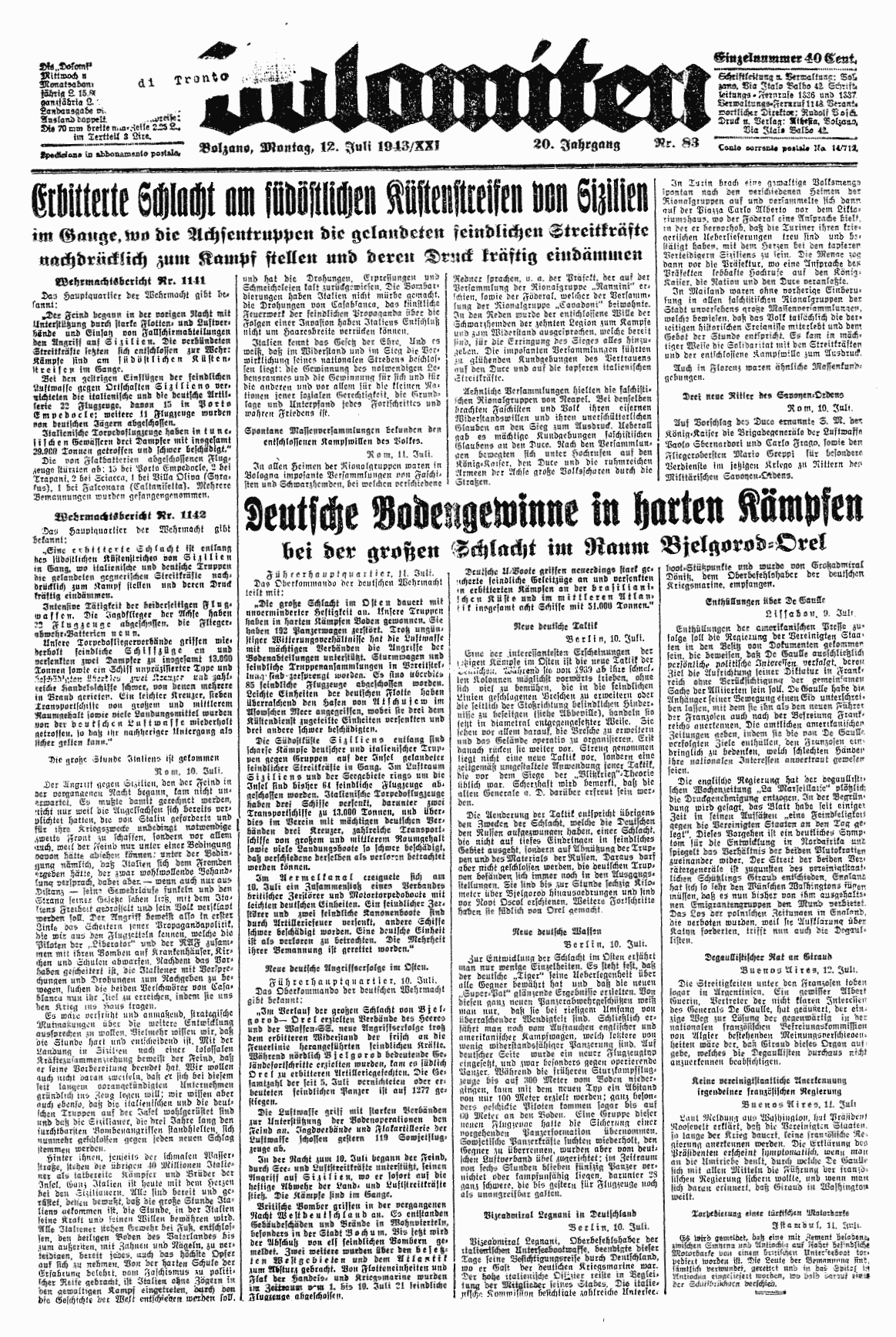
Die Ausgabe Südtiroler Tageszeitung Dolomiten vom 12. Juli 1943 mit Wehrmachtsberichten zur Landung in Sizilien und zur Operation Zitadelle

Der Historiker Roman Töppel bezweifelt die in die Geschichtsschreibung eingegangene Darstellung aus Mansteins Generalsmemoiren Verlorene Siege. Erinnerungen 1939–1944, dass Hitler am 13. Juli die Kursker Schlacht wegen der am 10. Juli erfolgten alliierten Landung auf Sizilien abbrach, um Truppen dorthin verlegen zu können, und bezeichnet dies als eine Legende. Dazu führt er eine Reihe von Quellen an, die gegen Mansteins Darstellung sprechen.
Der Generalstabschef Kurt Zeitzler, der ebenfalls am 13. Juli anwesend war, schrieb in einer Studie für die US-Armee, die vor Mansteins Buch entstand, dass Hitler ganz im Gegenteil wütend und tobend weiter angreifen wollte, als Feldmarschall Kluge um die Einstellung des Angriffs wegen der sowjetischen Offensive auf den Orelbogen bat. In einem Funkspruch Mansteins
vom 22. Juli 1943 an Generaloberst Eberhard von Mackensen wird als Grund für den Abbruch die Lageentwicklung bei der Heeresgruppe Mitte genannt. Auch die Tagebucheintragungen von Johann Adolf Graf von Kielmansegg widersprechen dem. Das Kriegstagebuch des Oberkommando der Wehrmacht vermerkt den Abbruch der Schlacht erst für den 19. Juli und um durch Frontverkürzung Reserven angesichts der heftigen sowjetischen Offensiven zu schaffen. Im Gespräch mit dem britischen Militärhistoriker Basil H. Liddell Hart hatte Manstein, noch vor dem Erscheinen seiner Memoiren, als Grund für den Abbruch das Scheitern des Angriffs der Armee Model und den sowjetischen Frontdurchbruch bei der Heeresgruppe Kluge genannt.
Zudem wurde zunächst kein einziger Verband nach Italien verlegt. Goebbels notierte sogar: „So wie die Engländer und Amerikaner jetzt ihr Unternehmen aufdrehen, brauchen wir nicht einen einzigen Soldaten aus dem Osten wegzuholen.“ Entgegen der in der Literatur immer wieder behaupteten Verlegung des SS-Panzerkorps nach Italien wurde dieses zur Abwehr der am 17. Juli begonnen sowjetischen Donez-Mius-Offensive in den Raum Stalino verlegt. Erst am 26. Juli wurde die Verlegung der Divisionen „Das Reich“ und der Leibstandarte befohlen, wovon lediglich die Verlegung der Leibstandarte erfolgte, und das nach Abgabe aller ihrer Panzer. In Wirklichkeit führten also nach Töppel die sowjetischen Gegenoffensiven zum Abbruch der Kursker Schlacht.
Bei der am 12. Juli gestarteten sowjetische Offensive im Raum Orjol durchstießen sowjetische Offensivkräfte der Brjansker Front in koordiniertem Zusammenwirken mit großen Partisanenverbänden, die sich seit Monaten auf diesen Tag vorbereitet hatten, die schwachen deutschen Linien der 2. Panzerarmee und erzielten einen unmittelbaren Einbruch von rund 20 Kilometern Tiefe. Damit bestand die Gefahr eines Durchbruchs in Richtung Orjol und des Einkesselns der vorgestoßenen 9. Armee. Die Heeresgruppe Süd musste sich der am 3. August beginnenden sowjetischen Offensive Rumjanzew entgegenstellen.
Für die sowjetische Seite war die Schlacht bei Kursk keineswegs beendet. Sie sah die eigenen als Reaktion auf das Unternehmen Zitadelle vorgetragenen Angriffe erst als Auftakt für ihre umfassenden Angriffsbemühungen im Sommer 1943. Ab dem 3. August begann die Belgorod-Charkower Operation zur Rückeroberung des Gebietes um Charkow. Bis Ende September hatte die Rote Armee den Dnjepr überschritten und die Heeresgruppe Süd weit zurückgeworfen.
Die sowjetische Historiographie führte den Sieg in der Kursker Schlacht in erster Linie auf den „Massenheroismus“ der sowjetischen Soldaten zurück. Deutsche Akten sprechen von zähem, fanatischen Widerstand bis in den Tod. Das XXXXI. Panzerkorps meldete: „Gegner wehrt sich infanteristisch äußerst zäh und verteidigte sich bis zum Letzten.“ Im Kriegstagebuch der 9. Armee hieß es: „Es bleibt eine harte Tatsache, dass der Gegner bisher mit fanatischer Verbissenheit gekämpft hat. Aufgefangene Funkbefehle enthalten immer wieder die Forderung: ‚Stellungswechsel verboten, halten Sie bis zum Tode.‘“ Das Kriegstagebuch der Armeeabteilung Kempf vermerkte: „Der Gegner lässt sich dort in seinen gut ausgebauten Stellungen totschlagen.“ Und der Generalstabschef der 4. Panzerarmee schrieb: „Der feindliche Infanterist kämpft gut, entgegen der bisherigen Annahme, dass es sich beim Gegner um schlechte Stellungsdivisionen handelt, muss festgestellt werden, dass auch dieser Feind zu fechten und zu sterben versteht.“
Während der Kursker Schlacht lief die Aktion Silberstreif, bei der durch massenhaften Abwurf von Flugblättern Rotarmisten zum Überlaufen gebracht werden sollten. Sie erwies sich als völliger Fehlschlag.

## Materialeinsatz
Nach Unterlagen des Generalquartiermeisters des OKH verschossen die 37 beteiligten deutschen Divisionen zwischen dem 5. Juli und dem 14. Juli 49.662 Tonnen Munition. Im Vergleich dazu verschossen im Westfeldzug 141 Divisionen 88.460 Tonnen in 43 Tagen. Laut sowjetischen Archivdokumenten verschossen 3 Fronten in den 50 Tagen der Kursker Schlacht 10.640 Waggons Munition, davon 5.590 für die Artillerie und 3.370 für Minen. Und es wurden 204.000 Tonnen Betriebstoff verbraucht.

## Verluste

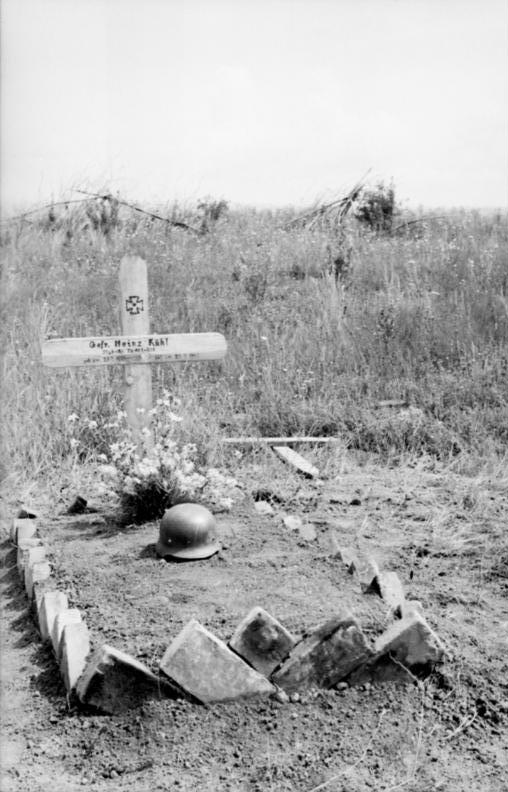
Grab des beim Unternehmen Zitadelle gefallenen Gefreiten Heinz Kühl (Sommer 1943)

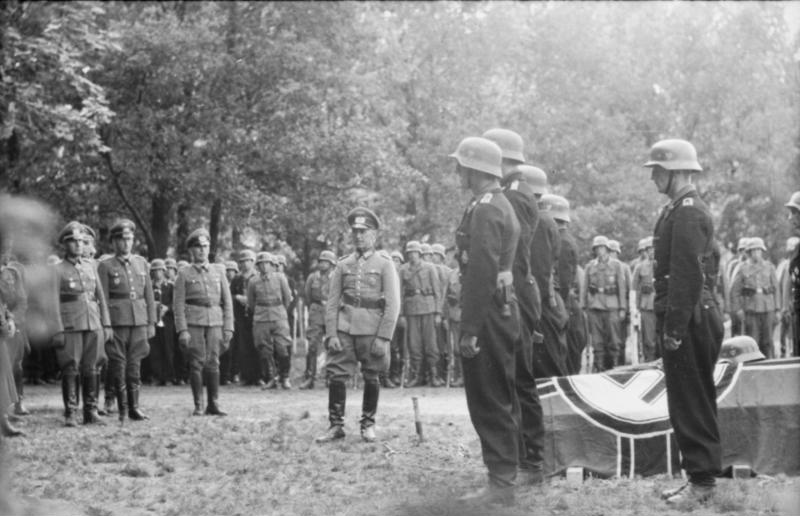
Beerdigung von Generalmajor Walther von Hünersdorff, Kommandeur der 6. Pz.Div., gefallen am 17. Juli 1943

Eine genaue Ermittlung der Verluste beider Seiten ist schwierig und war lange Zeit umstritten. Da die sowjetischen Verbände direkt nach dem Unternehmen Zitadelle, im Norden schon währenddessen, zum Gegenangriff übergingen, fällt eine zeitliche Abgrenzung schwer. Sowohl für die deutschen Panzer- als auch die personellen Verluste geben insbesondere sowjetische Nachkriegswerke weitaus höhere Zahlen an. Diese Zahlen widersprechen allerdings den Archiven und aktuellen Untersuchungen und sind aller Wahrscheinlichkeit nach zu Propagandazwecken überhöht.
Die Zahlen lassen sich jedoch nicht immer genau überprüfen. Auf einen vernichteten deutschen Panzer kamen, laut Frieser, sieben sowjetische Panzer. Nach Karsten Heinz Schönbach basieren solche Angaben auf einer unkritischen Wiedergabe aus Wehrmachtsakten und es wird nicht zwischen der deutschen und der sowjetischen Bedeutung des Begriffs „Totalverlust“ differenziert. Die deutschen Militärs und Hitler gingen allgemein von einem Verhältnis von 1:3 aus, was Schönbach in einer Berechnung für die deutsche Angriffsphase der Kursker Schlacht auch für zu hoch einschätzt. Viele sowjetische Panzer fielen nicht dem direkten Duell am Boden, sondern den zu diesem Zeitpunkt noch effektiv agierenden Panzerjagdkräften der deutschen Luftwaffe zum Opfer. Auch konnte die sowjetische Seite viele Panzer nach dem Rückzug der deutschen Stoßkeile auf die Ausgangsstellungen bergen und instand setzen.

### Rote Armee
Für die Verluste der Roten Armee gilt die Arbeit von Grigori Kriwoschejew als Standardwerk, ein Großteil der Bücher über diese Schlacht akzeptiert dessen Zahlen. Demnach verlor die Rote Armee während der Kursker Verteidigungsoperation (5. – 23. Juli) 177.847 Mann, davon waren 70.330 gefallen oder galten als vermisst. Des Weiteren verloren die Verbände der Roten Armee 1.614 Panzer, wobei andere Schätzungen bis knapp 2.000 gehen. An Artilleriegeschützen wurden 3.929 als zerstört gemeldet. Einige Historiker geben für die sowjetischen Verluste höhere Zahlen an und argumentieren mit dem damals schlechten sowjetischen Meldesystem. Des Weiteren wurden von russischen Pfadfindern in den letzten Jahren sterbliche Überreste von 5.000 Rotarmisten gefunden. Davon waren rund 30 Prozent in den Archiven des Verteidigungsministeriums nicht erfasst und konnten somit nicht in die Verluststatistik eingehen. Nicht unumstrittene Historiker wie Solukow kommen demnach auf personelle Verluste von über 300.000 Mann. Diese Zahlen sind aber mit Vorsicht zu betrachten.

### Wehrmacht
Die sowjetischen Gegenoffensiven haben die deutschen Panzertruppen nach den Worten von Markus Pöhlmann „beinahe weggefegt“. In zehrenden Abwehrkämpfen wurden sie als Feuerwehr an die jeweiligen Brennpunkte hin- und hergeworfen, hielten zwar die Front, sind aber als operatives Instrument offensiver Kriegführung zerstört worden. Der Generalinspekteur der Panzertruppen Heinz Guderian schrieb im Dezember 1943: „Von 3000 Panzern, die im Sommer dieses Jahres an der Ostfront standen, sind heute nur noch 300 vorhanden.“ In seinen Erinnerungen äußerte er:

„Wir hatten durch das Mißlingen der ‚Citadelle‘ eine entscheidende Niederlage erlitten. Die mit großer Mühe aufgefrischten Panzerkräfte waren durch die schweren Verluste an Menschen und Gerät auf lange Zeit verwendungsunfähig. Ihre rechtzeitige Wiederherstellung für die Verteidigung der Ostfront, erst recht aber für die Abwehr der im nächsten Frühjahr drohenden Landung der Alliierten an der Westfront, war in Frage gestellt.“

Für den Generalstabschef des XXXXVIII. Panzerkorps Friedrich Wilhelm von Mellenthin waren die deutschen Panzerdivisionen „beinahe weißgeblutet“ und in der Kursker Schlacht sei „die Blüte des deutschen Heeres endgültig und entscheidend dahingewelkt“.
Der sowjetische General Iwan S. Konew bezeichnete die „Kursker Schlacht“, in einer oft zitierten Äußerung, als den „Schwanengesang der deutschen Panzertruppen“, „denn hier hatten sie so große Verluste an Panzern und Menschen hinnehmen müssen, daß es unmöglich war, die frühere Kampfkraft wiederherzustellen“.
Von 110 deutschen Divisionen war nach der sowjetischen Gegenoffensive ein Drittel so geschwächt, dass sie nur noch als Divisionsgruppen geführt wurden. Relativ noch schwerer hatten die Panzerdivisionen gelitten. Von 18 Panzerdivisionen hatten 13 die Masse ihrer Panzer verloren und wurden als Panzerdivisionsgruppen bezeichnet.
Für die deutschen personellen Verluste geben neueste Werke Zahlen zwischen 49.000 und 54.182 an. Davon waren 11.043 tot oder vermisst. Von den eingesetzten deutschen 2.699 Panzern wurden laut David M. Glantz’ Schätzung 350 zerstört. Deutsche Archive, interpretiert von Karl-Heinz Frieser, zeigen hingegen den Totalverlust von 252 Panzern. Am Morgen des 20. Juli waren von den ursprünglich 2.500 einsatzbereiten Panzern und Sturmgeschützen bei der „Heeresgruppe Mitte“ nur noch 285 Panzer einsatzbereit und bei der „Heeresgruppe Süd“ noch 543 sowie an der gesamten Ostfront noch 198 Sturmgeschütze.
Die Differenz erklärt sich durch geborgene und reparierte Fahrzeuge. Eine Studie der US-Armee konstatiert, dass auf einen total zerstörten deutschen Panzer 5,6 beschädigte kamen, während auf der sowjetischen Seite das Verhältnis bei 1:0,8 lag, wobei der scheinbare Vorteil relativ weniger beschädigter Fahrzeuge in Wahrheit darauf zurückzuführen ist, dass mehr Fahrzeuge irreparabel beschädigt wurden.
Der Nachrichtenoffizier des Geheimen Funkmeldedienstes im Oberkommando der Wehrmacht Theodor Poretschkin berichtet, dass der Chef des OKH, Kurt Zeitzler, ihn während des Unternehmens Zitadelle als Verbindungsoffizier an die Front schickte, um die Panzerausfälle direkt an das OKH zu melden. Zeitzler wollte dafür keinen Offizier der Panzertruppe nehmen, da diese die Meldungen „schönen“ würden. Der Auftrag war ein „kompletter Mißerfolg“, da niemand Auskunft habe erteilen können.

#### Problematik der Totalverluste
Der Historiker Karsten Heinz Schönbach kritisiert, dass viele Historiker die Verlustangaben aus den Wehrmachtsakten ohne kritische Quellenanalyse zahlengetreu übernehmen. So wurden Angaben über Totalverluste von den Werkstattkompanien als sogenannte „Werkstattverluste“ zeitversetzt in etwas ruhigeren Kampftagen gemeldet, so dass sich gar nicht mit Sicherheit sagen lässt, an welchen Tagen der Kämpfe diese aufgetreten sind. Zudem habe der einst technische Begriff „Totalverlust“ einen Bedeutungswandel zu einem Euphemismus erfahren, um sich die Lage schönzureden. So könne der Terminus „langfristig in Reparatur“ unter den Bedingungen der Kursker Schlacht nur als Euphemismus gewertet werden. Schönbach ermittelt einen „Reparaturstau“ bei den Instandsetzungseinheiten, in den sich 40–50 % der deutschen Panzer einreihten. Dieser sei hauptsächlich durch das sowjetische Konzept der pausenlosen Angriffe verursacht worden. Diese Panzer sind beim Rückzug größtenteils verloren gegangen und müssen als „Rückzugsverluste“ den Totalverlusten hinzu gerechnet werden. Er wirft den westlichen Historikern vor, durch die Legende von den „Null-Totalverlusten“ bei Prochorowka einen „Siegfried-Mythos“ von einer unverwundbaren und unbesiegbaren Wehrmacht zu konstruieren.
Laut Martin Moll gelingt Schönbach überzeugend der Nachweis das die deutschen Verlustmeldungen manipuliert waren und von den Historikern bisher fehlgedeutet wurden.

## Folgen
Kursk bedeutete den strategischen Wendepunkt im Deutsch-Sowjetischen Krieg, die Wehrmacht verlor hier endgültig die Initiative. Damit war auch einer Remis-Lösung der Boden entzogen.
Töppel wertet das Scheitern der deutschen Offensive als schwere moralische Niederlage. Hitler hatte vor der Schlacht in zwei Tagesbefehlen an seine Kommandeure und an die Soldaten von der außerordentlichen und kriegsentscheidenden Bedeutung, die die Schlacht haben kann, gesprochen. Der Aufruf an die Soldaten begann mit den Worten:

„Soldaten! Mit dem heutigen Tage tretet Ihr zu einer großen Angriffsschlacht an, deren Ausgang kriegsentscheidende Bedeutung haben kann. Euer Sieg muß in der ganzen Welt noch mehr als früher die Überzeugung verstärken, daß jeder Widerstand gegen die deutsche Wehrmacht am Ende doch vergeblich ist. Darüber hinaus wird eine neue schwere russische Niederlage den an sich schon in vielen Verbänden der sowjetischen Wehrmacht schwankenden Glauben an die Möglichkeit eines bolschewistischen Erfolges noch mehr zerstören.“

Philippe Masson schrieb 1996, die Schlacht habe praktisch den Ausgang des Krieges entschieden. Er schrieb, vor dem Aufeinandertreffen hätten sich die Herzen bei Freund und Feind zusammengekrampft; in Moskau habe es bei Bekanntgabe des Beginns der Schlacht eine starke Unruhe gegeben.
Töppel schrieb, Hitler habe die Bedeutung der Schlacht bewusst übertrieben, um die Soldaten zu motivieren. Diese „Propaganda-Taktik“ habe sich aber als „Bumerang“ erwiesen. Ein Vertreter des OKH berichtete am 17. August 1943 von einer Frontreise:

„Das Vertrauen in die Führung droht erschüttet zu werden. […] Der Angriff Zitadelle sollte ‚die Entscheidung‘ bringen – es folgten anschließend die schweren Kämpfe mit Rückzug. Es fehlt den Führern laufend eine Orientierung, da sie bei jetzigen Zustand die zahlreichen Fragen der Soldaten nicht beantworten können.“

Der Sicherheitsdienst vermerkte im September das auffällige Ansteigen von Fronturlaubern aus dem Osten, die mit pessimistischen Anschauungen heim kamen. Sie hätten vor wenigen Monaten noch volles Vertrauen in den Sieg gehabt.
General Günther Pape berichtete nach dem Krieg, die Truppe habe bis zum Unternehmen Zitadelle noch an den Sieg geglaubt. Danach sei es nur noch darum gegangen, die Rote Armee von den Grenzen Deutschlands fernzuhalten. Durch die Niederlage im Kursker Bogen gewann der Begriff „Materialschlacht“ drohend an Bedeutung und weckte Erinnerungen an den Ersten Weltkrieg. Die Befürchtung eine „Schlacht der Materie“ gegen feindliche Materialmassen nicht gewinnen zu können, erzeugte zusammen mit den Flächenbombardements in der deutschen Bevölkerung ein Gefühl der Ohnmacht und der Wehrlosigkeit.
Während in deutschen Feldpostbriefen Erschöpfung und zunehmender Fatalismus anklang, brach sich in sowjetischen Feldpostbriefen ein Gefühl militärischer Überlegenheit Bahn. Viele glaubten, den Krieg 1943 beenden zu können. Ein Rotarmist schrieb in einem Brief vom 12. August 1943, er habe sowas „bisher noch nicht gesehen. Wie wir gewachsen sind, wie stark wir geworden sind“ und berichtet von dem durch den Erfolg begeisterten Vorwärtsstürmen von Offizieren und Mannschaften. Die Abteilung Fremde Heere Ost hielt diese Stimmen für so aussagekräftig, dass sie dem Generalstabschef des Heeres eine Zusammenstellung erbeuteter Feldpostbriefe vorlegte.
Karl-Heinz Frieser sah die eigentliche Bedeutung der Schlacht in ihrer Symbolkraft; diese könne man gar nicht hoch genug einschätzen. Zum ersten Mal hat die Rote Armee eine deutsche Sommeroffensive, ausgestattet mit Panzern, von denen man sich Wunderdinge erzählte, zurückgeschlagen. Damit habe sie den Nimbus der „Unbesiegbarkeit“ der Wehrmacht endgültig zerstört. Diesmal konnte man sich nicht (wie Ende 1941) auf den General Winter hinausreden.

## Bewertung
In der sowjetischen Historiographie galt die Kursker Schlacht als Wendepunkt und neben der Schlacht um Moskau und Stalingrad als eine der drei Entscheidungsschlachten, die den Ausgang des Zweiten Weltkrieges bestimmten.
Für Richard Overy war der sowjetische Erfolg bei Kursk der wichtigste Einzelsieg des gesamten Krieges. Ihrer Bedeutung nach stellt er die Schlacht in eine Reihe mit denen von Sedan (1870), Borodino (1812), Waterloo (1815) und der Völkerschlacht bei Leipzig (1813).
John Lukacs (1924–2019) schrieb, Hitler habe nach der Niederlage vor Moskau eine „friderizianische Strategie“ verfolgt (einen Hauptgegner so schlagen, dass die Allianz der Gegner auseinanderfällt). Ein großer Sieg wie der bei Kursk hätte nicht den Verlauf des Krieges umgekehrt, aber er wäre ein Wendepunkt gewesen, der zumindest einen Gegner zum Nachdenken gezwungen hätte, ob der Preis für die Niederwerfung Deutschlands nicht zu hoch gewesen wäre. Deswegen habe Hitler vor der Schlacht bei Kursk den Satz an die Wehrmacht gerichtet, ein deutscher Sieg müsse wie „ein Fanal“ auf die Welt wirken.
Roman Töppel schrieb 2017, Kursk sei keine Entscheidungsschlacht gewesen. Der Kriegseintritt der USA, die beiden deutschen Feldzüge 1941 und 1942 sowie die Schlacht um Midway hätten den Kriegsverlauf viel grundlegender beeinflusst.
Karl-Heinz Frieser meint, Kursk sei kein Wendepunkt, sondern eine „virtuelle Wende“ gewesen. Dort habe sich phasenverschoben der Verlust der Produktionsschlacht manifestiert. Auch dem Infanteristen im vordersten Graben sei subjektiv klar geworden, was objektiv bereits längst entschieden war.

## Gedenkstätten

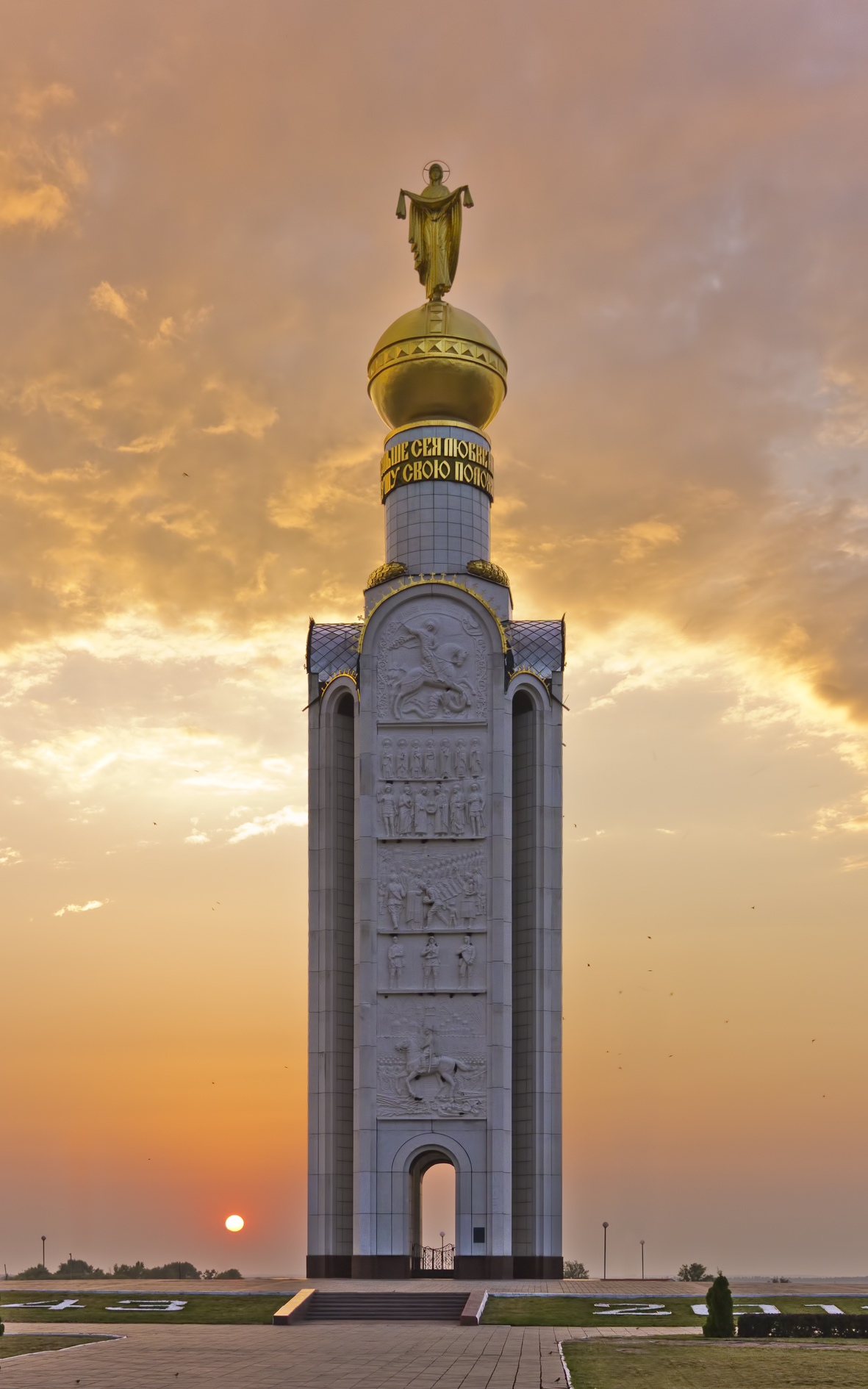
Denkmal auf dem Schlachtfeld der Panzerschlacht von Prochorowka (2012)

Am 17. Oktober 2009 wurde in Kursk eine der letzten großen Kriegsgräberstätten des Volksbundes Deutsche Kriegsgräberfürsorge e. V. eingeweiht. Bis zu 40.000 Tote bekommen eine Ruhestätte in Bessedino (Besedino), 18 km östlich von Kursk.
Bei der Bergung der Toten arbeiteten russische und deutsche Soldaten kameradschaftlich zusammen. Die russischen Veteranen und die Kursker Gebietsverwaltung unterstützten das Vorhaben.